# Příměstské autobusové linky Pražské integrované dopravy
Příměstské autobusové linky v okolí Prahy integrované s tarifním systémem městské hromadné dopravy v Praze začaly být zřizovány již roku 1992, před založením organizace ROPID a systému Pražské integrované dopravy, hlavní rozmach autobusových linek jako nosného prvku rozvoje PID proběhl v letech 1995–2004.

## Historie
Ačkoliv i před vznikem PID pražské městské autobusové linky v některých obdobích překračovaly hranice Prahy, v 80. letech 20. století byly takřka výhradně omezené na území města (s drobnými výjimkami jako konečná ve Strnadech nebo výlukové vedení přes Ořech). Zavádění prvních příměstských linek pražského IDS, později pojmenovaného PID, linkami číselné řady od 351 znamenalo především expanzi pražského městského tarifu a Dopravního podniku hlavního města Prahy a. s., který tak z nových relací vytlačoval stávající dopravce. Počínaje linkou 360 ze Smíchova do Trnové však do systému začali vstupovat i soukromí dopravci. V dalších fázích byla PID zaváděna po jednotlivých oblastech nebo směrových svazcích, kdy nahrazovala linky původních dopravců ČSAD, přičemž v některých případech nové linky provozoval dopravce původních linek, v jiných případech zavedení PID znamenalo vstup nového dopravce a vytlačení původního dopravce z trhu. Způsob výběru nových dopravců vesměs nebyl zřetelně publikován. Původní koncepce dalšího rozvoje PID se střetla se zavedením systému Středočeské integrované dopravy, jímž byl zaražen další územní rozmach PID. V oblasti Středočeského kraje tak fungují dva integrované dopravní systémy, jejichž vzájemná integrace je minimální. Poslední významnější územní rozšíření nastalo 1. července 2004, v následujících letech už byl systém linek jen korigován a byly zavedeny noční linky.
Na prvních linkách IDS platil běžný městský tarif. Současně byla uznávána platnost předplatních jízdenek na MHD i na souběžných úsecích linek ČSAD a platnost žákovských a dělnických jízdenek ČSAD na linkách MHD. Smlouvu s dopravci uzavřely 20. prosince 1991 hlavní město Praha, obce Hovorčovice a Ořech a okresní úřady Praha-východ a Praha-západ a byla považována za experimentální zavedení integrovaného dopravního systému (IDS). 1. prosince 1993 zahájila činnost organizace ROPID, regionální organizátor pražské integrované dopravy, pro niž se postupně vžila zkratka PID. 1. dubna 1994 uzavřela první smlouvy s dopravci o provozování linek. 1. ledna 1995 bylo na příměstských autobusových linkách zavedeno pro časové předplatní jízdenky jedno vnější tarifní pásmo, 1. ledna 1996 čtyři vnější tarifní pásma. 1. června 1996 byl dosavadní nepřestupní bezpásmový tarif pro jednotlivé jízdenky nahrazen časovým a pásmovým tarifem. 28. května 2000 bylo zavedeno páté vnější tarifní pásmo. Vzájemné uznávání předplatních jízdenek s linkami mimo číslování PID bylo kolem roku 1995 opuštěno.
Číslování začalo v roce 1992 od čísla 351 k číslu 360, koncem roku 1995 pak od 301. Od roku 2001 byly linky nezajíždějící na území Prahy postupně přečíslovány do číselné řady od 401, kterou dosud užívaly školní linky (přečíslovány do řady od 551) a od čísla 451 tzv. účelové linky (přečíslovány do řady od 751). Od 29. listopadu 2003 začaly být zřizovány noční příměstské linky, které dostávaly čísla od 601 výše.

## Přehled linek podle změn
(Seznam není úplný; tučně je nově vzniklá linka)

### 11. ledna 1992
- 351 Českomoravská – Hovorčovice (Dopravní podnik hl. m. Prahy). Zároveň byly do systému zahrnuty souběžné linky ČSAD Klíčov s. p. 10032 Praha – Měšice, 10033 Praha – Neratovice, 10090 Praha – Čakovičky a 10281 Praha – Odolena Voda.
- 352 Sídliště Stodůlky – Nové Butovice – Ořech (Dopravní podnik hl. m. Prahy). Zároveň byly do systému zahrnuty souběžné linky ČSAD Praha-západ s. p. 11660 Praha – Vysoký Újezd a 11661 Praha – Mořina

### 27. února 1993
- 353 Českomoravská – Svatojánská – Zeleneč (Dopravní podnik hl. m. Prahy)

### 1. listopadu 1993
- 354 Českomoravská – Podolanka (Dopravní podnik hl. m. Prahy)

### 1. října 1994
- 355 Dejvická – Únětice (Dopravní podnik hl. m. Prahy)

### 12. listopadu 1994
- 357 Zličín – Hostivice – Zličín

### 2. září 1995
- 352 prodloužena přes Zbuzany, Jinočany a Chrášťany na Zličín; zrušena varianta na Sídliště Stodůlky
- 358 Zličín – Chýně (Dopravní podnik hl. m. Prahy)

### 4. září 1995
- 359 Dejvická – Únětice (Dopravní podnik hl. m. Prahy)[1]

### 18. září 1995
- 356 Dejvická – Černý Vůl (Dopravní podnik hl. m. Prahy)

- 360 Smíchovské nádraží – Jíloviště – Trnová[2] (Martin Uher – první soukromý dopravce na příměstské lince)

### 22. prosince 1995
- 301 Nové Butovice – Chýnice (Dopravní podnik hl. m. Prahy)

### 22. ledna 1996
- 326 Opatov – Vestec, obecní úřad (Dopravní podnik hl. m. Prahy)

### 1. května 1996
- 313 Nádraží Radotín – Černošice, železniční zastávka (ČSAD Praha-západ s. p.)
- 314 Vonoklasy, samoobsluha – Černošice, II. škola (ČSAD Praha-západ s. p.)
- 315 Karlík – Černošice, železniční zastávka (ČSAD Praha-západ s. p.)

Linky 314 a 315 byly prvními linkami PID nezasahujícími do území Prahy.

### 1. červen 1996
(Zavedení časového a pásmového tarifu a nového odbavovacího systému)
- 302 Českomoravská – Přezletice (Hotliner)
- 303 Nádraží Klánovice-sever – Jirny, Nové Jirny, II (Hotliner)
- 304 Českomoravská – Svatojánská – Jirny – Nové Jirny – Úvaly, železniční stanice (Hotliner)
- 306 Zličín – Jeneč (Dopravní podnik hl. m. Prahy)
- 307 Zličín – Úhonice (ČSAD Kladno a. s.)
- 308, 310 Zličín – Nučice, Prokopská náves (Jana Barnátová – Spojbus)
- 309 Zličín – Hlásná Třebáň (Jana Bernátová – Spojbus)
- 311 Zličín – Mořina (Jana Bernátová – Spojbus)
- 352 zkrácena do Jinočan
- 357 prodloužena do Starých Litovic, ruší se polookružní charakter

### 1. červenec 1996
- 305 Českomoravská – Čakovičky (Dopravní podnik hl. m. Prahy)
- 317, 338 Smíchovské nádraží – Jíloviště – Mníšek pod Brdy, náměstí – Kytín (Martin Uher)
- 318 Smíchovské nádraží – Zbraslavské náměstí – Jíloviště – Mníšek pod Brdy, náměstí (Martin Uher)
- 321 Smíchovské nádraží – Jíloviště – Mníšek pod Brdy, náměstí – Mníšek pod Brdy, Stříbrná Lhota (Martin Uher)
- 322 Smíchovské nádraží – Zbraslavské náměstí – Jíloviště – Čisovice – Mníšek pod Brdy, náměstí (Martin Uher)
- 330 Smíchovské nádraží – Mníšek pod Brdy, náměstí (Martin Uher)
- 351 prodloužena přes Neratovice do Libiše

### 4. října 1996
- 310 prodloužena do Rudné

### 1. leden 1997
- 309 zkrácena do Mořinky
- 316 Dejvická – Horoměřice – Velké Přílepy – Holubice (ČSAD Kladno a. s.)

### 22. února 1997
- 312 Dejvická – Tuchoměřice – Lichoceves (Dopravní podnik hl. m. Prahy)

### 1. duben 1997
- 326 prodloužena do Jesenice
- 327 Opatov – Jesenice, Zdiměřice – Jesenice (Dopravní podnik hl. m. Prahy)
- 332 Budějovická – Jílové u Prahy, náměstí (ČSAD Praha-Vršovice)

### 7. července 1997
- 350 Vítězné náměstí – Roztoky – Okoř (ČSAD Kladno a. s.)

### 1. září 1997
- 323 Českomoravská – Svatojánská – Radonice (Dopravní podnik hl. m. Prahy)
- 330 prodloužena do Nové Vsi pod Pleší
- 347 Bílá Hora – Pod hřbitovem – Jiviny – Zadní Jiviny (T) – Na Hůrce – Hostivice, Palouky – Hostivice, Nouzov – Hostivice – Hostivice, Jeneček – Hostivice, Sportovců – Hostivice, Staré Litovice (Hotliner)

### 1. října 1997
- 326 prodloužena do Jesenice, Osnice

### 1. ledna 1998
- 312 vybrané spoje v Tuchoměřicích prodlouženy ke Štěrbově mlýnu

### 23. května 1998
- 319 Letiště Ruzyně – Hostivice, nádraží (ČSAD Kladno a. s.)
- 320 Smíchovské nádraží – Mníšek pod Brdy – Zahořany – Nová Ves pod Pleší (Martin Uher)
- 330 zkrácena k Šibenci v Mníšku pod Brdy
- 340 Vítězné náměstí – Velké Přílepy (ČSAD Kladno a. s.)
- 350 zrušeno zajíždění k Levému Hradci

### 1. července 1998
- 331 Budějovická – Dolní Břežany, náměstí – Okrouhlo – Jílové u Prahy, náměstí (ČSAD Praha-Vršovice)
- 333 Budějovická – Dolní Břežany, náměstí – Březová-Oleško, Oleško (ČSAD Praha-Vršovice)
- 341 Modřanská škole – Dolní Břežany, náměstí – Libeř – Jílové u Prahy, náměstí (ČSAD Praha-Vršovice)
- 342 Modřanská škola – Dolní Břežany, náměstí – Jesenice (ČSAD Praha-Vršovice)

### 22. září 1998
- 312 vybrané spoje vedeny v Tuchoměřicích ke Špejcharu

### 2. listopadu 1998
- 324 Opatov – Kateřinky – Čestlice (Dopravní podnik hl. m. Prahy)
- 325 Opatov – Šeberov – Čestlice (Dopravní podnik hl. m. Prahy)

### 8. listopadu 1998
- 303 v nové trase Černý Most – Šestajovice – Sídliště Rohožník
- 304, 323, 353 zkráceny na Černý Most
- 343 Nádraží Klánovice-sever – Jirny, Nové Jirny II (Hotliner); původně 303

### 24. ledna 1999
- 304 vybrané spoje prodlouženy do Škvorec, náměstí
- 308 nová varianta trasy v Nučicích

### 31. května 1999
- 307 prodloužena do Unhoště
- 334 Budějovická – Sulice – Kamenice, kulturní dům – Jílové u Prahy, náměstí (ČSAD Praha-Vršovice)
- 335 Budějovická – Sulice – Kostelec u Křížku – Kamenice, kulturní dům (ČSAD Praha-Vršovice)
- 361 Velké Popovice, Lojovice – Strančice, Kašovice (ČSAD Praha-Vršovice)

### 26. září 1999
- 301 v nové trase Sídliště Stodůlky – Chýnice – Vysoký Újezd, Kuchař I
- 324 vybrané spoje prodlouženy do Dobřejovic
- 335 Budějovická – Sulice, Radějovice – Kostelec u Křížků – Kamenice, kulturní dům (ČSAD Praha-Vršovice)
- 336 Budějovická – Sulice, Radějovice – Sulice – Kostelec u Křížků – Kamenice, kulturní dům (ČSAD Praha-Vršovice)
- 352 v Praze odkloněna na Sídliště Stodůlky
- 361 prodloužena do Strančice, Předboř

### 1. října 1999
- 365 Českomorovská – Nový Brázdim – Sluhy – Kostelec nad Labem, náměstí (Dopravní podnik hl. m. Prahy)
- 366 Českomorovská – (Nový Brázdim) – (Polerady) – Kostelec nad Labem, náměstí (Dopravní podnik hl. m. Prahy)

### 1. ledna 2000
- 341, 342 ukončeny v Praze na Belárii

### 22. ledna 2000
- 344 Černý Most – Horoušany, u rybníka (Hotliner)
- 345 Palmovka – Brázdim (ČSAD Střední Čechy)
- 361 zavedena varianta do Kamenice
- 362 Budějovická – Jílové u Prahy (ČSAD Praha-Vršovice); rychlíková
- 377 Českomoravská – Kostelec nad Labem (ČSAD Střední Čechy); rychlíková

### 28. května 2000
- 303 vedena místo Sídliště Rohožník do Říčan
- 324 zkrácena do Čestlic
- 328 Opatov – Čestlice – Dobřejovice – Říčany, nádraží (ČSAD Praha-Vršovice)
- 329 Skalka – Škvorec, náměstí (Dopravní podnik hl. m. Prahy)
- 346 Černý Most – Brandýs nad Labem-Stará Boleslav, železniční stanice (ČSAD Střední Čechy)
- 348 Mníšek pod Brdy, náměstí – Dobřichovice, pošta (Martin Uher)
- 349 Mníšek pod Brdy, náměstí – Dobříš, náměstí (Martin Uher)
- 363 Opatov – Čestlice – Velké Popovice, Todice (ČSAD Praha-Vršovice)
- 364 Skalka – Doubek (Dopravní podnik hl. m. Prahy)
- 367 Černý Most – Radonice – Brandýs nad Labem-Stará Boleslav, železniční stanice (ČSAD Střední Čechy)
- 368 Nedvězí – Říčany, Wolkerova (Hotliner)
- 369 Strančice, nádraží – Kašovice – (Říčany, nádraží) – Strančice, nádraží (ČSAD Praha-Vršovice)
- 384 Úvaly, železniční stanice – Horoušany, u rybníka (Hotliner)
- 385 Opatov – Šeberov – Čestlice – Nupaky – Říčany, nádraží (ČSAD Praha-Vršovice)
- 396 Říčany, Wolkerova – Škvorec, náměstí (Hotliner)
- 397 Říčany, Wolkerova – Louňovice (ČSAD Praha-Vršovice)
- 398 Říčany, Wolkerova – Doubek (ČSAD Praha-Vršovice)

### 24. července 2000
- 320 prodloužena do Malé Hraštice
- 388 Smíchovské nádraží – Malá Hraštice (Martin Uher)

### 4. září 2000
- školní linky přečíslovány z řady od 401 do řady od 551, čímž uvolnily číselnou řadu pro postupné přečíslování mimopražských linek PID.

### 24. září 2000
- 320 nová varianta do Bojanovic, Malé Lečice
- 332 prodloužena do Krhanice, Prosečnice
- 339 Budějovická – Týnec nad Sázavou, autobusové stanoviště (ČSAD Praha-Vršovice)
- 341 zrušena varianta přes Psáry
- 345 prodloužena na náměstí v Brandýse nad Labem-Staré Boleslavi
- 346 zkrácena do Brandýs nad Labem (bez Staré Boleslavi)
- 367 zkrácena v Brandýse nad Labem-Staré Boleslavi do zastávky Most
- 378 Brandýs nad Labem-Stará Boleslav, Popovice – Brandýs nad Labem-Stará Boleslav, sídliště BSS – Brandýs nad Labem-Stará Boleslav, Popovice (ČSAD Střední Čechy)
- 381 Skalka – Kostelec nad Černými lesy, náměstí (ČSAD Polkost)
- 382 Skalka – Sázava, autobusové stanoviště (ČSAD Polkost)
- 383 Skalka – Chocerady (ČSAD Praha-Vršovice)
- 386 Černý Most – Přezletice (Jaroslav Štěpánek)
- 387 Stříbrná Skalice, náměstí – Vlkančice (ČSAD Polkost)
- 389 Říčany, Wolkerova – Mnichovice, náměstí (ČSAD Praha-Vršovice)
- 390 Strančice, nádraží – Ondřejov, náměstí – (Kaliště, Poddubí) – Vlkančice (ČSAD Praha-Vršovice)
- 391 Kostelec nad Černými lesy, náměstí – Mukařov (ČSAD Polkost)
- 392 Kostelec nad Černými lesy, náměstí – Černé Voděrady (ČSAD Polkost)
- 393 Mukařov – Mnichovice, náměstí (ČSAD Praha-Vršovice)
- 394 Říčany, Wolkerova – Struhařov (ČSAD Praha-Vršovice)
- 397 zajíždí do Říčan, Strašína
- 398 zajíždí v Říčanech k Olivovně
- 465 Chocerady – Chocerady, Samechov (ČSAD Praha-Vršovice)

### 11. října 2000
- 379 Černý Most – Brandýs nad Labem–Stará Boleslav, most (ČSAD Střední Čechy); rychlíková

### 28. ledna 2001
- 301 zkrácena do Chýnic
- 312 zrušeny v Tuchoměřicích varianty ke Štěrbovu mlýnu a Špejcharu
- 337 Budějovická – Pyšely, náměstí (ČSAD Praha-Vršovice)
- 363 prodloužena k nádraží v Mirošovicích
- 368 zrušena (Nedvězí – Říčany, Wolkerova)
- 372 Dejvická – Tuchoměřice, Štěrbův mlýn / Tuchoměřice, Špejchar – Lichoceves
- 381 prodloužena do Malotic (konečná U Jánů fyzicky ve Ždánicích)
- 387 prodloužena do Kostelce nad Černými lesy
- 390 zkrácena do Stříbrné Skalice a zrušena varianta do Kaliště
- 393 vedena přes Struhařov
- 394 z Těemblatu odkloněna do Zvánovic
- 401 Senohraby, železniční stanice – Nespeky (ČSAD Benešov)
- 402 Kostelec nad Černými lesy, náměstí – Nučice – Malotice, U Jánů (ČSAD Polkost)
- 403 Ondřejov, náměstí – Kaliště, Poddubí (ČSAD Praha-Vršovice)

### 28. března 2001
- 346 polookružní charakter (vrací se zpět na Černý Most)
- 367, 379 prodlouženy k železniční stanici ve Staré Boleslavi
- 378 prodloužena do Staré Boleslavi, naopak zrušeno zajíždění do Popovic

### 10. června 2001
- 375 Českomoravská – Stará Boleslav, železniční stanice (ČSAD Střední Čechy)
- 376 Českomoravská – Brandýs nad Labem, nádraží (ČSAD Střední Čechy)
- 380 Zličín – Rudná, Telecom – Zličín (Jana Barnátová – Spojbus)
- 381 prodloužena na náměstí v Zásmukách (dále pokračuje bez integrace do Kutné Hory)
- 387 nová trasa Skalka – Vlkančice, Komorce (dále pokračuje bez integrace do Uhlířských Janovic)
- 389 prodloužena do Struhařova
- 390 zrušeno zajíždění do Vlkančice
- 393 nová trasa Skalka – Mukařov – Chocerady
- 402 nová trasa Kostelec nad Černými lesy, náměstí – Oleška, Krymlov
- 404 Kostelec nad Černými lesy, náměstí – Stříbrná Skalice, železniční stanice (ČSAD Polkost)
- 405 Brandýs nad Labem, nádraží – Čelákovice, Kovohutě (ČSAD Střední Čechy)
- 406 Brandýs nad Labem, nádraží – Káraný, pošta (ČSAD Střední Čechy)

### 1. srpna 2001
- 380 prodloužena v Rudné do zastávky FIC

### 30. září 2001
- 311 prodloužena na náměstí v Řevnicích
- 368 Českomoravská – Avia Letňany – Líbeznice, škola – Odolena Voda, závod (ČSAD Střední Čechy)
- 370 Nádraží Holešovice – Klecany, Zdibsko – Odolena Voda, závod – Kralupy nad Vltavou, železniční stanice (ČSAD Střední Čechy)
- 371 Nádraží Holešovice – Husinec, Řež, závod / Klecany, Klecánky (ČSAD Střední Čechy)
- 373 Nádraží Holešovice – Klecany, Zdibsko – Odolena Voda, závod – Neratovice, Korycany (ČSAD Střední Čechy)
- 374 Nádraží Holešovice – Klecany, U kostela – Máslovice – Odolena Voda, závod (ČSAD Střední Čechy)
- 380 prodloužena na autobusové stanoviště v Berouně a zrušen polookružní charakter
- 395 Nádraží Holešovice – Odolena Voda, závod – Odolena Voda (ČSAD Střední Čechy); rychlíková
- 399 Avia Letňany – Stará Boleslav, autobusové stanoviště (ČSAD Střední Čechy)
- 405 prodloužena na náměstí ve Škvorci
- 407 Brandýs nad Labem, nádraží – Skorkov, u transformátoru – Brandýs nad Labem, nádraží (ČSAD Střední Čechy)
- 408 Brandýs nad Labem, nádraží – Úvaly, železniční stanice (ČSAD Střední Čechy)
- 409 Kostelec nad Černými lesy, náměstí – Krupá – Český Brod, železniční stanice (ČSAD Polkost)
- 410 Kostelec nad Černými lesy, náměstí – Kozojedy – Český Brod, železniční stanice (ČSAD Polkost)
- 413 Kralupy nad Vltavou, železniční stanice – Odolena Voda, závod – Chlumín (ČSAD Střední Čechy)
- 416 Odolena Voda, závod – Zlonín – Líbeznice, škola (ČSAD Střední Čechy)
- 417 Odolena Voda, závod – Bašť – Líbeznice, škola – Brandýs nad Labem, náměstí (ČSAD Střední Čechy)
- 418 Odolena Voda, závod – Libiš, Spolana 3 (ČSAD Střední Čechy)

### 27. ledna 2002
- 304 nově zajíždí do Dobročovic
- 307 zajíždí do komerční zóny v Rudné
- 308 zrušeno zajíždění do Únonic
- 323 zkrácena v Radonicích k Plus-Discountu
- 357 vybrané spoje prodlouženy do Chýně
- 362 zajíždí do Kamenice
- 389 Budějovická – Dolní Břežany, škola (ČSAD Praha-Vršovice); rychlíková
- 405 zkrácena k železniční stanici v Úvalech
- 421 Kouřim – Horní Kruty, Bohouňovice II (OAD Kolín)
- 422 Kouřim – Český Brod, železniční stanice (OAD Kolín)
- původní linky 384, 389, 396, 397, 398 přečíslováno o 100 výš (484, 489, 496, 497, 498)

### 1. března 2002
- 384 Zličín – Beroun, Hostim (Probo Trans Beroun)
- 425 Mořinka – Beroun (Probo Trans Beroun)

### 1. června 2002
- 313, 314 (nově 414), 315 (nově 415) změna dopravce – Jana Barnátová-Spojbus
- 323, 353 změna dopravce – nově Hotliner
- 347 změna dopravce – ČSAD MHD Kladno

### 16. června 2002
- 304 zkrácena do Úval; vybrané spoje vedeny přes Zeleneč
- 328 zajíždí v Modleticích ke Kauflandu
- 397 Opatov – Modletice, Kaufland (ČSAD Praha-Vršovice); rychlíková
- 423 Úvaly, železniční stanice – Český Brod, železniční stanice (OAD Kolín)
- 424 Úvaly, železniční stanice – Škvorec, Třebohostice (OAD Kolín)

### 31. srpna 2002
- 315 Sídliště Radotín – Černošice, Vráž, u transformátoru (Jana Barnátová-Spojbus)

### 1. října 2002
- 398 Černý Most – Mochov (ČSAP Nymburk); pokračuje jako neintegrovaná linka do Poděbrad

### 15. října 2002
- 419 a 420 Brandýs nad Labem, nádraží – Mečeříž (ČSAD Střední Čechy)

### 15. prosince 2002
- 328 zkrácena k Tvinu v Modleticích
- 345 vybrané spoje ukončeny ve Zloníně
- 348 Českomoravská – Neratovice, náměstí Republiky – Kralupy nad Vltavou, železniční stanice (ČSAD Střední Čechy)
- 349 Huntířovská – Neratovice, náměstí Republiky (ČSAD Střední Čechy)
- 381 integrace prodloužena do Suchdola
- 387 integrace prodloužena do Horních Krut, Újezdce
- 413 vybrané spoje ukončeny na návsi v Dřínově
- 428 Říčany, nádraží – Jesenice (ČSAD Praha-Vršovice)
- 470 Mělník, Mlazice, železniční zastávka – (Dřínov, náves) – Kralupy nad Vltavou, železniční stanice (ČSAD Střední Čechy)
- 471 Mělník, Mlazice, železniční zastávka – Neratovice, náměstí Republiky – Brandýs nad Labem, nádraží (ČSAD Střední Čechy)
- 498 zaveden polokružní charakter (vrací se na Wolkerovu)
- 499 Říčany, Wolkerova – Říčany, Olivovna – Říčany, Wolkerova (ČSAD Praha-Vršovice)
- 312 a 372 sloučeny do sebe
- 317 a 338 sloučeny do sebe
- 335 a 336 sloučeny do sebe
- 381, 387, 402, 404, 409, 410, 491, 492 zajíždějí do autobusové stanoviště v Kostelci nad Černými lesy místo na náměstí
- původní linky 348, 349, 361, 369, 378, 390, 391, 392 a 394 přečíslovány o 100 výš

### 1. ledna 2003
- 314 Smíchovské nádraží – Bratřínov – Mníšek pod Brdy, náměstí (Martin Uher)

### 2. března 2003
- 373 změna trasy v Odolene Vodě
- 428 zrušeno ukončení vybraných spojů v Modleticích u Tvinu

### 15. června 2003
- 309 zavedeny rychlíkové spoje
- 319 vybrané spoje prodlouženy do zastávky Jeneč
- 380, 384 vybrané spoje prodlouženy v Praze na Sídliště Řepy
- 381, 387 změna trasy v Kostelci nad Černými lesy

### 21. června 2003
- cyklobus Dobřichovice – Řitka – Mníšek pod Brdy – Kytín

### 1. července 2003
- 441 Jílové u Prahy, náměstí – Jílové u Prahy, Luka pod Medníkem (ČSAD Praha-Vršovice)
- 444 Jílové u Prahy, náměstí – Davle, u pomníku (ČSAD Praha-Vršovice)

### 30. srpna 2003
- linky ČSAD Praha-Vršovice nově provozuje Connex Praha (fyzicky stejná firma)

### 1. listopadu 2003
- 341 zřízena nová zastávka Nádraží Modřany a stávající přejmenována na Obchodní náměstí.
- 342 zřízena nová zastávka Nádraží Modřany a stávající přejmenována na Obchodní náměstí.

### 29. listopadu 2003
- 601 Chaplinovo náměstí – Černošice, Vráž, u transformátoru (Jana Barnatová-Spojbus); první příměstská noční linka

### 14. prosince 2003
- 304 zrušena varianta přes Zeleneč
- 307 změna trasy v Unhošti
- 309 odkloněna z Chrášťan na Nádraží Radotín
- 311 vybrané spoje zajíždí do Bubovic
- 318, 322 vybrané spoje zajíždí do Trnové
- 326 vybrané spoje zajíždí v Jesenici do Mladíkova
- 327 zkrácena do Jesenice, Osnice
- 336 Zličín – Hostivice, Sportovců (ČSAD MHD Kladno)
- 342 vybrané spoje prodlouženy ke škole v Jesenici
- 360 zkrácena do Jíloviště
- 398 integrace prodloužena do Kostelní Lhoty
- 402 zajíždí do Dobrého pole
- 411 Český Brod, železniční stanice – Lysá nad Labem, železniční stanice (OAD Kolín)
- 412 Český Brod, železniční stanice – Čelákovice, náměstí (OAD Kolín)
- 422 zajíždí do Liblic
- 426 Tuklaty, Tlustovosy – Český Brod, železniční stanice – Klučov, Skramníky (ČSAD Polkost)
- 427 Pečky, železniční stanice – Poříčany, železniční stanice – Vykáň (ČSAP Nymburk)
- 428 vybrané spoje zajíždí do Popoviček
- 429 Poříčany, železniční stanice – Velenka (ČSAP Nymburk)
- 430 Mochov – Lysá nad Labem, škola (ČSAP Nymburk)
- 433 Pečky, železniční stanice – Sadská (ČSAD Nymburk)
- 435 Hradešín, Obecní úřad – Český Brod, železniční stanice – Chrášťany, Chotouň (ČSAD Polkost)
- 442 Český Brod, železniční stanice – Kouřim (OAD Kolín)
- 443 Čelákovice, železniční stanice – Sadská (ČSAP Nymburk)
- 471 zrušena varianta přes Tišice
- 472 Mělník, autobusové stanoviště – Tišice – Brandýs nad Labem, nádraží (ČSAD Střední Čechy)
- 478 méně variant spojů
- 484 zaveden polokružní charakter (vrací se do Úval)
- 498 ruší se varianta přes Říčany, Pivoňková
- 499 nové trasa Říčany, Wolkerova – Říčany, Pivoňková – Říčany, průmyslový areál

### 29. února 2004
- 303 Černý Most – Koloděje provoz rozšířen i na víkendy
- 389 omezena pouze na ranní špičku pracovních dnů
- 405 vybrané spoje zajíždí do zastávky Zápy, u pomníku; změna trasy v Úvalech
- 412 vybrané spoje zajíždí do Sedlčánek
- 435 vybranými spoji prodloužena do Skramníků
- 443 zrušeno zajíždění do Sedlčínek
- 496 změna trasy v Říčanech
- 601 prodloužena na náměstí v Řevnicích

### 26. června 2004
- 345 v Praze odkloněna na Ládví; prodloužena z Brandýsa nad Labem do Staré Boleslavi
- 349 v Praze prodloužena na Českomoravskou; zavedena varianta přes Bašť
- 368 v Praze odkloněna na Ládví
- 370, 371, 373, 374 v Praze odkloněny na Kobylisy
- 372 Kobylisy – Újezdec – Kralupy nad Vltavou, železniční stanice (ČSAD Střední Čechy)
- 395 zrušena (Nádraží Holešovice – Odolena Voda, Dolní náměstí)
- 413 zkrácena do Újezdce
- 416 zkrácena do Předboje

### 1. července 2004
- 306 změna trasy v Hostivici
- 336 v Hostivici odkloněna na konečnou Ve Vilkách
- 338 Smíchovské nádraží – Štěchovice – Hradištko, Pikovice, most (Bosák s. r. o.)
- 361 Smíchovské nádraží – Štěchovice – Buš – Čím – Nový Knín (Probo Trans Beroun)
- 390 Smíchovské nádraží – Štěchovice – Rabyně, hotel Nová Rabyně (Bosák s. r. o.)
- 428 zavedena varianta přes Mladíkov
- 437 Štěchovice – Nové Dvory, Nová Hospoda – Buš – Štěchovice (Probo Trans Beroun)
- 438 Štěchovice – Rabyně, Měřín (Bosák s. r. o.)
- 439 Štěchovice – Buš – Nové Dvory, Nová Hospoda – Nový Knín (Probo Trans Beroun)
- 440 Štěchovice – Štěchovice, Masečín (Bosák s. r. o.)
- 602 Sídliště Řepy – Beroun, autobusové stanoviště (Spojbus s. r. o.)
- 603 Nádraží Libeň – Stará Boleslav, autobusové stanoviště (ČSAD Střední Čechy)

Dopravce Jana Barnatová-Spojbus změněn název na Spojbus s. r. o.

### 1. září 2004
- 385 vybrané spoje prodlouženy do Mukařova
- 389 zrušena (Budějovická – Dolní Břežany, škola)

### 12. prosince 2004
- 306 změna dopravce na ČSAD MHD Kladno
- 314 prodloužena do Nové Vsi pod Pleší; změna trasy v Měchenicích
- 317 prodloužena na náměstí v Dobříši; po Praze rychlíkový charakter
- 318 zkrácena do Řitky
- 320 zrušena (Smíchovské nádraží – Malá Hraštice)
- 321 po Praze rychlíkový charakter
- 322 zrušena (Smíchovské nádraží – Mníšek pod Brdy, náměstí)
- 330 zrušena (Smíchovské nádraží – Mníšek pod Brdy, U Šibence)
- 347 v Praze prodloužena do Motola; změna dopravce na Dopravní podnik hl. m. Prahy
- 360 zrušena (Smíchovské nádraží – Jíloviště)
- 362 zrušena varianta přes Kamenici
- 369 Budějovická – Kamenice, kulturní dům (Connex Praha); rychlíková
- původní 369 zrušena (Smíchovské nádraží – Jíloviště)
- 372 zajíždí k D8 parku v Klecanech
- 388 zrušena (Smíchovské nádraží – Malá Hraštice)
- 444 vybrané spoje prodlouženy do Měchenic
- 448 vybrané spoje zajíždí ke škole v Mníšku pod Brdy
- 449 nová trasa Mníšek pod Brdy, náměstí – Bratřínov – Jíloviště
- 488 Mníšek pod Brdy, základní škola (Z) – Mníšek pod Brdy, náměstí – Nový Knín, Libčice (Bosák s. r. o.)

### 6. března 2005
- 326 zkrácena do zastávky Jesenice, Belnická
- 327 zaveden víkendový provoz
- 404 prodloužena na náměstí ve Stříbrné Skalici, v Kostelci nad Černými lesy ukončena na náměstí
- 411 vedena přes Přerov nad Labem
- 429 prodloužena z Velenky přes Kersko do Semic

### 1. dubna 2005
- 401 změna dopravce na Connex Praha

### 1. května 2005
- 604 do Roztok

### 12. června 2005
- 385 vybrané spoje zkráceny v Říčanech k Olivovně
- 419 prodloužena v Brandýse nad Labem do zastávky VDO
- 601 zkrácena do zastávky Lety

### 1. září 2005
- 328 zavedena varianta přes zastávku Čestlice, kika
- 338 nová varianta trasy v Měchenicích
- 368 zkrácena do Předboje; zaveden víkendový provoz v celé trase
- 373 zrušeno zajíždění do Baště
- 390 prodloužena do Neveklova
- 426 prodloužena ze Skramníků k železniční stanici Pečky; vybrané spoje zajišťuje ČSAP Nymburk
- 427 zkrácena do trasy Poříčany, železniční stanice – Vykáň
- 435 zrušena obsluha Rostoklat a Břežan II

### 1. listopadu 2005
- 306 prodloužena k vysílacímu středisku v Jenči
- 319 odkloněna místo Hostivic k vysílacímu středisku v Jenči; v Praze prodloužena na Terminál Jih
- 357 zrušena (Zličín – Chýně)
- 457 Chýně – Hostivice, Staré Litovice (ČSAD BUS Kladno); pouze 1 spoj

### 11. prosince 2005
- 306 všechny spoje v Hostivici prodlouženy do zastávky Ve Vilkách
- 347 prodloužena přes Břve, Chýně a Chrášťany do Prahy na Zličín
- 353 v Zelenči zajíždí k oboře
- 358 zrušena (Zličín – Chýně)
- 369 zaveden provoz v pracovní dny i odpoledne
- 385 vybrané spoje prodlouženy do Louňovic
- 412 prodloužena z Českého Brodu přes Vitice a Třebovle do Kouřimi
- 423 zkrácena do trasy Úvaly, železniční stanice – Doubravčice; zavedeny závleky do Dobročovic a Třebohostic
- 424 zrušena (Úvaly, železniční stanice – Škvorec, Třebohostice)
- 435 zajíždí do Vrátkova
- 442 zrušena (Český Brod, železniční stanice – Kouřim)
- 457 zrušena (Chýně – Hostivice, Staré Litovice)
- 491 z Doubravčic vedena místo Kostelce nad Černými lesy do České Brodu (přes Mrzky)

### 1. ledna 2006
- 373 změna trasy spojů jedoucích přes Kopeč
- 456 Holubice – Kralupy nad Vltavou, železniční stanice (Vlastimil Slezák)

### 17. ledna 2006
- 319 změna trasy v oblasti letiště Ruzyně

### 26. února 2006
- 314 zavedeny spoje ukončené u přívozu v Jílovišti
- 357 Zličín – Hostivice, Staré Litovice (Dopravní podnik hl. m. Prahy)
- 412 zrušeno zajíždění do Sedlčánek
- 427 prodloužena z Vykáně přes Vyšehořovice a Sedlčánky do Čelákovic

### 27. května 2006
- linky ukončené u stanice Skalka zkráceny ke stanici Depo Hostivař

### 2. září 2006
- 391 Úvaly, žel. st. – Květnice – Nádraží Klánovice
- 330 Depo Hostivař – Koloděje – Úvaly, žel. st.
- 606 do Jesenice

### 10. prosince 2006
- 605 Modrá škola – Průhonice
- 607 Sídliště Řepy – Hostivice, Ve vilkách

### 1. ledna 2007
- linky dopravce Hotliner převzal Connex Praha s. r. o. (302, 303, 304, 323, 343, 344, 353, 391, 484, 496)
- linky dopravce ČSAP převedeny na OAD Kolín (398, 426, 429, 430, 433, 443)

### 16. ledna 2007
- 347 změna trasy v Chýních

### 4. března 2007
- 353 vybrané spoje prodlouženy do Svémyslic
- 358 Obchodní centrum Čakovice – Měšice, Agropodnik
- 426, 435, 491 změna trasy v Českém Brodě

### 3. září 2007
- 320 Smíchovské nádraží – Mníšek pod Brdy, Rymáně, železniční zastávka
- 330 zrušena (Depo Hostivař – Úvaly, železniční stanice

### 7. října 2007
- 441 prodloužena v Luce pod Medníkem k nádraží

### 9. prosince 2007
- 303 zrušeno zajíždění do Květnice
- 329 zajíždí do Květnice
- 343 prodloužena v Praze na Polesnou
- 357 zrušena (Zličín – Hostivice, Staré Litovice)
- 385 změna trasy v Louňovicích
- 413 zajíždí do ProLogis parku
- 447 Mníšek pod Brdy, náměstí – Mníšek pod Brdy, OPS Magdalena
- 462 Strančice, železniční stanice – Kunice, Všešímy
- 477 Brandýs nad Labem-Stará Boleslav, nádraží – Polerady – Brandýs nad Labem-Stará Boleslav, náměstí
- 492 prodloužena do Zvánovic

### 6. dubna 2008
- 415 nové spoje vedené okružně po Černošicích

### 9. května 2008
- 302, 351, 376, 377 zkráceny v Praze na Letňany
- 305 zkrácena Náměstí Jiřího Berana – Hovorčovice
- 348 zkrácena na jedné straně v Praze na Letňany a na druhé straně do Kozárovic
- 349 zrušena (Českomoravská – Neratovice, náměstí Republiky)
- 354 zrušena (Českomoravská – Podolanka)
- 358 zrušena (Obchodní centrum Čakovice – Měšice, Agropodnik)
- 365 zkrácena na Letňany a vybrané spoje zajíždí do Sluh a Polerad)
- 366 zrušena (Českomoravská – Kostelec nad Labem, náměstí)
- 399 zrušena (Avia Letňany – Brandýs nad Labem-Stará Boleslav, autobusové stanoviště)
- 416 zajíždí do Čakoviček, Měšic a Nové Vsi
- 417 zajíždí do Líbeznic
- 473 Neratovice, III. základní škola – Kralupy nad Vltavou, železniční stanice

### 28. června 2008
- 321 změna trasy vybraných spojů v Mníšku pod Brdy

### 30. srpna 2008
- 386 zrušena (Černý Most – Přezletice)
- 491 změna trasy v Českém Brodě
- 603 odkloněna v Praze na Palmovku

### 13. října 2008
- 451 Dobřichovice, rozcestí Karlík – Lety, Karlštejnská – Dobřichovice, rozcestí Karlík

### 14. prosince 2008
- 320 změna trasy v Mníšku pod Brdy
- 329 v Praze odkloněna na Skalku
- 340 zkrácena do Roztok
- 376 změna trasy v Radoních a Zápech
- 381, 383, 387 v Praze odkloněna na Háje
- 393 zrušena (Depo Hostivař – Chocerady)
- 402 změna trasy v Kostelci nad Černými lesy
- 408 zrušena (Úvaly, železniční stanice – Brandýs nad Labem-Stará Boleslav, nádraží)
- 410 zkrácena v Kostelci nad Černými lesy na náměstí
- 448 změna trasy školního spoje v Mníšku pod Brdy
- 451 prodloužena na jedné straně do Mořiny a na druhé do Řevnic
- 489 prodloužena na jedné straně do Strančic a na druhé do Mukařova
- 492 zkrácena na jedné straně v Kostelci nad Černými lesy na náměstí a na druhé straně do Černých Voděrad
- 494 zkrácena do Strančic
- 495 Strančice, železniční stanice – Černé Voděrady

### 1. ledna 2009
- 328 zkrácena v Modleticích ke Kauflandu
- 331 změna trasy v Dolních Břežanech

### 8. března 2009
- 313, 315, 414, 415, 601 změna trasy v Černošicích
- 348 zkrácena do Neratovic
- 382 v Praze odkloněna na Háje
- 413 zrušeno zajíždí do ProLogis parku

### 14. června 2009
- 303 změna trasy v Říčanech
- 324, 325 zrušeny (Opatov – Čestlice)
- 328 prodloužena v Modleticích ke Tvinu
- 334 zrušena (Budějovická – Jílové u Prahy, náměstí)
- 363 zkrácena do Velkých Popovic, Todic
- 364 vedena přes Říčany
- 366 Depo Hostivař – Březí, Podskalí
- 369 zrušena (Budějovická – Kamenice, kulturní dům)
- 385 změna trasy v Průhonicích, Čestlicích a Říčany, vybrané spoje zajíždějí v Mukařově ke škole
- 402 změna trasy v Kostelci nad Černými lesy
- 428 prodloužena do Mukařova
- 444 prodloužena do Kamenice
- 463 Strančice, železniční stanice – Mirošovice
- 496 zrušena (Říčany, Wolkerova – Škvorec, náměstí)
- 497 zrušena (Říčany, Wolkerova – Louňovice)
- 498 zrušena (Říčany, Wolkerova – Doubek)
- 499 zrušena (Říčany, Wolkerova – Říčany, Černokostelecká)
- 605 prodloužena do Čestlic

### 1. září 2009
- 317 zrušeno zajíždění do Kytína
- 341, 342 zkráceny v Praze na Obchodní náměstí
- 446 Mníšek pod Brdy, základní škola – Kytín
- 448 vybrané spoje prodlouženy do Karlíku
- 606 prodloužena do Psár

### 29. listopadu 2009
- 325 Nádraží Uhříněves – Čestlice
- 378 Letňany – Jenštejn, Hradní

### 13. prosince 2009
- 348 odkloněna v Praze na Ládví

### 1. ledna 2010
- 358 Zličín – Chýně, Háje – Rudná, Hořelice (nová linka)

### 7. března 2010
- 303 změna trasy v Šestajovicích a zrušeno zajíždění do Pacova
- 304, 343, 405 formálně prodlouženy do Horoušánek
- 323 zrušena (Černý Most – Radonice)
- 326 zavedeny posilové víkendové spoje pouze do Vestce
- 401 prodloužení vybraných spojů v Senohrabech
- 428 zrušeno zajíždění do Březí a Strašína
- 469 prodloužena přes Pacov do Březí
- 494 změna trasy v Říčanech

### 9. května 2010
- 336 změna trasy vybraných spojů v Hostivicích

### 1. července 2010
- 378 vybrané spoje prodlouženy do Radonic

### 1. září 2010
- 448 školní spoj prodloužen ke škole v Mníšku pod Brdy
- 469, 494 školní spoje prodlouženy k Olivovně v Říčanech
- 609 Háje – Kostelec nad Černými lesy

### 12. prosince 2010
- 608 Kobylisy – Odolena Voda, Dolní náměstí

### 6. března 2011
- 451 vybrané spoje zajíždí do Karlíku

### 12. června 2011
- 606 prodloužena do Jílového u Prahy
- 610 Obchodní náměstí – Zlatníky-Hodkovice, náves

### 1. září 2011
- 334 Smíchovské nádraží – Psáry
- 343 vybrané spoje vedeny do Zelenče

### 11. prosince 2011
- 319 zkrácena do Hostouně
- 320 nově zajíždí do Řitky
- 327 vybrané spoje prodlouženy do Jesenice
- 342 zrušena (Obchodní náměstí – Jesenice)
- 343 zrušena varianta do Zelenče
- 353 vybrané spoje prodlouženy do Horoušánek
- 442 Jesenice – Zlatníky-Hodkovice, náves
- 604 vybrané spoje prodlouženy do Holubic
- 615 Dejvická – Statenice

### 2. ledna 2012
- 329 změna trasy v Sibřině

### 4. března 2012
- 306 vybrané spoje prodlouženy k obecnímu úřadu v Dobrovízu

### 1. dubna 2012
- 354 Černý Most – Jirny, DHL

### 10. června 2012
- 319 prodloužena k nádraží v Jenči
- 381 prodloužena přes Miskovice do Kutné Hory
- 387 prodloužena přes Staňkovice do Uhlířských Janovic
- 398 prodloužena do Poděbrad
- 432 Milovice, železniční stanice – Milovice, Topolová
- 446 školní spoj prodloužen do Chouzavé
- 615 zrušena (Vítězné náměstí – Statenice)

### 29. července 2012
- 379 jede přímo do Staré Boleslavi bez Brandýsa nad Labem

### 1. srpna 2012
- 350 změna trasy v Úholičkách a Velkých Přílepech (již předtím jako dlouhodobá výluka)

### 1. září 2012
- 325 změna trasy v Čestlicích (přijíždí z Benic)
- 331 nově ukončena v zastávce Kačerov
- 333 nově ukončena v zastávce Kačerov a v pracovní dny na část spojů nasazeny kloubové vozy
- 362 Zřízena zastávka IKEM
- 364 Ve směru Doubek zřízena druhá zastávka Nové náměstí
- 366 Ve směru Březí, Podskalí zřízena druhá zastávka Nové náměstí
- 426 vybrané spoje prodlouženy do Úval

### 21. října 2012
- 306 vybrané spoje prodlouženy do komerční zóny v Jenči
- 346 změna trasy v Brandýse nad Labem
- 417, 471, 472, 477, 478 změna trasy v Brandýse nad Labem (již předtím jako dlouhodobá výluka)

### 9. prosince 2012
- 302 prodloužení trasy v Přezleticích
- 346 změna trasy v Brandýse nad Labem
- 409 zkrácena na náměstí v Kostelci nad Černými lesy (již předtím jako dlouhodobá výluka)
- 427 zrušen jediný spoj do Poříčan
- 461 vybrané spoje zajíždí do Řepčic
- 601 zkrácena do Dobřichovic
- 604 vybrané spoje prodlouženy do Noutonic

### 3. března 2013
- 302 prodloužena do trasy Palmovka – Přezletice, Kocanda
- 311 zajíždí v Bubovicích k Višňovce
- 312 vybrané spojeny prodlouženy do komerční zóny v Tuchoměřicích
- 432 změna trasy v Milovicích

### 9. června 2013
- 405 zrušena zajíždění k TOS v Čelákovicích

### 29. června 2013
- 328 vedena od Kauflandu do Doubravic, zastávka Tvin zrušena
- 428 zajíždí místo ke Tvinu do Doubravic

### 1. září 2013
- 304, 405, 484 změna trasy v Úvalech

- 416 zkrácena do trasy Zlonín – Líbeznice
- 418 zavedeny školní spoje z Předboj – Neratovice, náměstí Republiky
- 442 změna trasy školního spoje v Jesenici
- 448 zavedeno zajíždění na náves v Letech

### 22. října 2013
- 306 drobná úprava trasy v Jenči

### 15. prosince 2013
- 312 změna trasy v Tuchoměřicích
- 335 zavedeno zajíždění do Nechánic, zrušena zastávky Biopharm-VÚ
- 350 změna trasy v Úholičkách
- 401 zavedeny polookružní spoje Pyšely – Zaječice – Pětihosty – Pyšely
- 447 významné rozšíření provozu
- 604 vybrané spoje zajíždějí do Úholiček

### 1. ledna 2014
- 302 změna dopravce na About Me s.r.o. (první příměstská linka tohoto dopravce)

### 6. ledna 2014
- 305 změna trasy v Praze

### 2. března 2014
- 359 nová trasa Praha, Suchdol – Únětice, Na Parcelách – Roztoky, Bělina
- 374, 413, 417, 418 změna zastávek u závodu v Odolene Vodě

### 22. dubna 2014
- 448 zaveden školní spoj Mníšek pod Brdy, Stříbrná Lhota – Mníšek pod Brdy, ZŠ

### 15. června 2014
- 325 změna trasy v Čestlicích

### 16. srpna 2014
- 346, 478 změna trasy u nádraží v Brandýse nad Labem

### 31. srpna 2014
- 330 Praha, Sídliště Skalka - Květnice, Na Ladech (OAD Kolín)
- 343 prodloužena z Horoušánek do Nehvizd
- 354 vybrané spoje prodlouženy do Nehvizd
- 366 zřízeny školní spoje jedoucí přes Sibřinu
- 375 prodloužení všech spojů z Prahy až do Staré Boleslavi
- 437 prodloužena ze Štěchovic do Hradištka
- 470 změna trasy vybraných spojů v Mělníce

### 2. listopadu 2014
- 326 změna trasy v Jesenici u spojů ukončených na Belnické

### 14. prosince 2014
- 376 zavedení zajíždění vybraných spojů do Jenštejna a pražské Vinoře
- 489 převedení dlouhodobé výluky v Menčicích jako trvalý stav

### 5. ledna 2015
- 330 zrušena (Praha, Sídliště Skalka - Květnice, Na Ladech)

### 1. března 2015
- 338, 390, 438, 440, 488 papírová změna dopravce na Arriva Střední Čechy

### 7. dubna 2015
- 301, 352, 380 prodlouženy v Praze do nového terminálu Vypich
- 312, 316, 356 zkráceny v Praze k metru Bořislavka
- 345 zrušena (Praha, Ládví - Brandýs nad Labem, Stará Boleslav, autobusové stanoviště)
- 348 vybrané spoje prodlouženy v Praze k Bulovce a na opačné straně přes Libiš a Obříství do Zálezlic a Kozárovic; změna dopravce Arriva Praha
- 349 Praha, Ládví - Mělník, Mlazice, železniční zastávka (ČSAD Střední Čechy)
- 351 zkrácena z Prahy do Neratovic
- 365 zrušena (Praha, Letňany - Kostelec nad Labem, náměstí
- 368 změna trasy v pražských Ďáblicích
- 369 Praha, Ládví - Štětí, autobusové nádraží (ČSAD Střední Čechy)
- 376 změna trasy školního spoje v Jenštejně
- 377 zrušen rychlíkový charakter
- 378 změna dopravce ČSAD Střední Čechy
- 386 Praha, Nádraží Satalice - Přezletice, Kocanda (About Me)
- 416 zaveden školní spoj do Bořanovic, změna dopravce Arriva Praha
- 417 výrazná změna trasy do podoby Brandýs nad Labem-Stará Boleslav, autobusové stanoviště - Odolena Voda, závod
- 418 zavedeno zajíždění do Veliké Vsi a zástavby Odoleny Vody, změna dopravce Arriva Praha
- 470 drobná úprava trasy v Obříství
- 471 změna trasy v Neratovicích
- 473 drobná úprava trasy v Libiši
- 474 Mělník, Chloumek, mateřská škola - Velký Borek (ČSAD Střední Čechy)
- 475 Mělník, autobusové stanoviště - Liběchov (ČSAD Střední Čechy)
- 476 Neratovice, železniční stanice - Všetaty, železniční stanice (ČSAD Střední Čechy)
- 479 Neratovice, železniční stanice - Neratovice, Korycany (Arriva Praha)

### 1. srpna 2015
- 326 prodloužení trasy v Praze na Koleje Jižní Město a zavedena nová varianta trasy ve Vestci

### 30. srpna 2015
- 311, 425, 451 změna trasy v Mořině
- 314, 338, 361, 390 zrušeno zajíždění k přívozu v Jílovišti
- 329 prodloužení školních spojů v Praze na Sídliště Skalka
- 445 Vrané nad Vltavou, železniční stanice - Březová-Oleško, Oleško (Arriva Praha)

### 11. října 2015
- 445 změna trasy vybraných spojů ve Vraném nad Vltavou

### 13. prosince 2015
- 303 zajíždí do Pacova
- 306 vybrané spoje prodlouženy do Hostouně
- 329 vybrané spoje zajíždějí do Dobročovic
- 348 zrušeny vybrané zastávky v Praze
- 369, 471 změna trasy v Mělníce
- 380, 425, 602 prodlouženy na nové autobusové nádraží v Berouně
- 398 vybrané spoje nezastavují v Jirnech
- 448 vybrané spoje prodlouženy do Letů
- 475 zrušena (Mělník, autobusové stanoviště - Liběchov)
- 608 zaveden provoz i do Prahy

### 1. ledna 2016
- 361, 437, 439 změna dopravce Arriva Střední Čechy
- 401 vybrané spoje prodlouženy do Hrusic
- 457 Kralupy nad Vltavou, Tesco - Kralupy nad Vltavou, Zeměchy (ČSAD Střední Čechy; bývalá MHD v Kralupech nad Vltavou číslo 1)
- 458 Kralupy nad Vltavou, železniční stanice - Nelahozeves - Kralupy nad Vltavou, železniční stanice (ČSAD Střední Čechy; bývalá MHD v Kralupech nad Vltavou číslo 2)
- 473 všechny spoje jedou celou trasu v Neratovicích

### 1. května 2016
- 301, 352 zkrácení trasy v Praze (pouze formální, pokračují dále po původní trase jako linka MHD číslo 174)

### 12. června 2016
- 348, 369 přidána zastávka v Praze
- 349 vedena z Prahy nově po dálnici
- 474 změna trasy v Mělníce

### 2. července 2016
- 431 Lysá nad Labem, železniční stanice - Stará Lysá - Benátky nad Jizerou, autobusové stanoviště (Arriva Střední Čechy a OAD Kolín)
- 432 prodloužena do trasy Lysá nad Labem, železniční stanice - Milovice, Park Mirakulum - Milovice, železniční stanice - Straky
- 434 Lysá nad Labem, železniční stanice - Jiřice - Benátky nad Jizerou, autobusové stanoviště (Arriva Střední Čechy)
- 436 Milovice, Tyršova - Milovice, Boží Dar (OAD Kolín)
- 454 Mělník, autobusové stanoviště - Hořín - Kralupy nad Vltavou, železniční stanice (ČSAD Střední Čechy)
- 455 Mělník, Fibichova - Býkev - Kralupy nad Vltavou, železniční stanice (ČSAD Střední Čechy)
- 458 vybraný spoj zajíždí do Starých Ouholic

### 28. srpna 2016
- 343 vybrané spoje vedeny přes Vyšehořovice
- 353 vybrané spoje vedeny přes Mstětice
- 442 zrušeny okružní spoje v Jesenici
- 443 prodloužena v Čelákovicích do zastávky Toušeňská
- 462 nová varianta trasy ve Všešímech
- 469 změna sledu zastávek ve Strančicích
- 473 změna trasy v Neratovicích

### 1. září 2016
- 316 vybrané spoje prodloužena z Holubic do Kralup nad Vltavou
- 456 změna trasy v Kralupech nad Vltavou

### 1. října 2016
- 386 zrušena (Praha, Nádraží Satalice - Přezletice, Kocanda)
- 396 Praha, Hloubětínská - Přezletice, Kocanda (About Me)

### 1. listopadu 2016
- 470, 472 změna trasy v Mělníce

### 11. prosince 2016
- 341 vybrané spoje zajíždějí do Jesenice
- 425 vybrané spoje zajíždějí do Višňovky
- 432, 436 změna trasy v Milovicích
- 442 zrušena (Jesenice - Zlatníky-Hodkovice, náves)
- 469 změna sledu zastávek kvůli zastavení provozu mezi Světicemi a Oticemi

### 3. ledna 2017
- 454 zrušena (Kralupy nad Vltavou - Jeviněves - Mělník)
- 455 zrušena (Kralupy nad Vltavou - Spomyšl - Mělník)
- 464 Mělník, autobusové stanoviště - Horní Beřkovice (ČSAD Střední Čechy)
- 466 Mělník, Fibichova - Kralupy nad Vltavou, železniční stanice (ČSAD Střední Čechy)
- 467 Mělník, autobusové stanoviště - Roudnice nad Labem, autobusové nádraží (ČSAD Česká Lípa)
- 468 Mělník, autobusové stanoviště - Černouček (ČSAD Česká Lípa)
- 475 Mělník, Fibichova - Bechlín, obecní úřad (ČSAD Střední Čechy)
- 496 Kralupy nad Vltavou, železniční stanice - Ledčice (ČSAD Střední Čechy)

### 5. března 2017
- 386 Praha, Zličín - Hostivice, Ve Vilkách (ČSAD MHD Kladno)
- 416 prodloužena z Líbeznic do Hovorčovic
- 417 zrušena varianta do Hovorčovic

### 26. března 2017
- 432 prodloužena ze Strak do Vlkavy
- 433 prodloužena ze Sadské do Nymburka
- 434 vedena v nové trase z Benátek nad Jizerou do Nymburka
- 436 prodloužena z Božího Daru do Nymburka
- 442 Lysá nad Labem, železniční stanice - Benátky nad Jizerou, autobusové stanoviště (Arriva Střední Čechy)
- 443 prodloužena ze Sadské do Nymburka
- 480 Lysá nad Labem, železniční stanice - Nymburk, hlavní nádraží (OAD Kolín)
- 483 Nymburk, náměstí - Kamenné Zboží (OAD Kolín)
- 493 Nymburk, hlavní nádraží - Poděbrady, železniční stanice (OAD Kolín)
- 497 Nymburk, hlavní nádraží - Milovice, železniční stanice (OAD Kolín)
- 498 Poděbrady, železniční stanice - Pečky, železniční stanice (OAD Kolín)
- 499 Nymburk, hlavní nádraží - Seletice (OAD Kolín)

### 1. dubna 2017
- 332 odkloněna ve směru z Prahy přes Kamenný Újezd do Neveklova
- 360 Praha, Smíchovské nádraží - Sedlčany, autobusové stanoviště (Arriva Střední Čechy)
- 361 prodloužena z Nového Knína do Dobříše
- 362 odkloněna přes Dolní Břežany, bez zastavování
- 390 prodloužena z Jablonné do Měřína
- 437 vedena v nové trase Nový Knín - Hradištko, zámek
- 438 odkloněna ve směru ze Štěchovic přes Vysoký Újezd do Benešova
- 439 vedená v nové trase Nový Knín - Chotilsko, Živohošť
- 446 zavedena varianta jedoucí v Mníšku pod Brdy do zastávky Pražská
- 452 Benešov, autobusové stanoviště - Jílové u Prahy, náměstí (ČSAD Benešov)
- 453 Benešov, autobusové stanoviště - Týnec nad Sázavou, železniční stanice - Neveklov (ČSAD Benešov)
- 454 Benešov, autobusové stanoviště - Křečovice, Nová Živohošť (ČSAD Benešov)
- 455 Benešov, autobusové stanoviště - Rabyně, Měřín, zotavovna (ČSAD Benešov)
- 459 Benešov, autobusové stanoviště - Maršovice - Neveklov (ČSAD Benešov)
- 460 Nový Knín - Nový Knín, Libčice (Arriva Střední Čechy)
- 485 Týnec nad Sázavou, železniční stanice - Rabyně, Měřín (ČSAD Benešov)
- 486 Sedlčany, autobusové stanoviště - Osečany (Arriva Střední Čechy)
- 488 zkrácena ve směru z Mníšku pod Brdy na náměstí v Novém Kníně

### 29. dubna 2017
Přečíslování linek PID 401-420 do číselné řady 651-670 a linek 601-610 do číselné řady 951-960

### 15. května 2017
- 453 zavedena varianta přes Dalešice

### 26. srpna 2017
- 300 Praha, Nádraží Veleslavín - Buštěhrad - Kladno, Rozdělov (ČSAD MHD Kladno)
- 306 zkrácena z Prahy do Jenče
- 319 prodloužena z Hostouně do Unhoště
- 322 Praha, Nádraží Veleslavín - Buštěhrad - Hřebeč - Kladno, autobusové nádraží (ČSAD MHD Kladno)
- 323 Praha, Nádraží Veleslavín - Koleč, zámek (ČSAD MHD Kladno)
- 324 Praha, Zličín - Kladno, Energie (ČSAD MHD Kladno)
- 330 Praha, Nádraží Veleslavín - Kladno, Havlíčkovo náměstí - Smečno (Autodoprava Lamer, Pohl Kladno)
- 350 prodloužena z Okoře do Kladna
- 399 Praha, Nádraží Veleslavín - Kladno, Energie (Exprescar)
- 456 vedena v nové trase z Libčic nad Vlavou přes Holubici do Slaného
- 458 zavedena varianta do Holubic
- 601 Kladno, Okrsek 0 - Kladno, Rozdělov (ČSAD MHD Kladno)
- 602 Kladno, Náměstí Svobody - Kladno, Hnidousy (ČSAD MHD Kladno)
- 603 Kladno, Oaza - Kladno, hřbitovy (ČSAD MHD Kladno)
- 604 Kladno, U zvonečku - Dřetovice (ČSAD MHD Kladno)
- 605 Kladno, Okrsek 0 - Kladno, Aquapark (ČSAD MHD Kladno)
- 606 Kladno, Oaza - Kladno, Energie (ČSAD MHD Kladno)
- 607 Kladno, autobusové nádraží - Třebichovice, u kapličky (ČSAD MHD Kladno)
- 608 Kladno, autobusové nádraží - Smečno - Slaný, Arbesova (ČSAD Slaný)
- 609 Kladno, Oaza - Kladno, autobusové nádraží - Třebichovice - Slaný, Arbesova (ČSAD MHD Kladno)
- 610 Kladno, Tržnice - Kladno, Zádušní (ČSAD MHD Kladno)
- 611 Kladno, Okrsek 0 - Kladno, Průmyslová (ČSAD MHD Kladno)
- 612 Kladno, Náměstí Svobody - Knovíz - Slaný, autobusové nádraží (ČSAD MHD Kladno)
- 613 Kladno, Oaza - Kladno, sokolovna (ČSAD MHD Kladno)
- 614 Kladno, Dříň - Malé Přítočno (ČSAD MHD Kladno)
- 616 Kladno, Náměstí Svobody - Kladno, Masokombinát (ČSAD MHD Kladno)
- 617 Kladno, autobusové nádraží - Mělník, autobusové stanoviště (ČSAD MHD Kladno)
- 620 Kladno, Náměstí Svobody - Kralupy nad Vltavou, železniční stanice (ČSAD MHD Kladno)
- 621 Kladno, autobusové nádraží - Velvary, náměstí (ČSAD Slaný)
- 622 Kladno, Náměstí Svobody - Zvoleněves, hostinec - Slaný, autobusové nádraží (ČSAD Slaný)
- 623 Kladno, autobusové nádraží - Velvary, náměstí (ČSAD MHD Kladno)
- 624 Kladno, autobusové nádraží - Okoř (ČSAD MHD Kladno)
- 626 Kladno, autobusové nádraží - Jeneč, Lidická (ČSAD MHD Kladno)

### 3. září 2017
- 343, 655 prodlouženy ke škole v Nehvizdech
- 432 zrušeno zajíždění ke škole v Milovicích
- 434 změna trasy v Milovicích a zrušeno zajíždění do Jankovic v Nymburce
- 436 prodloužena v Milovicích k Parku Mirakulum
- 469 zavedeno zajíždění do Svojšovic
- 480 zkrácena z Lysé nad Labem do Kostomlat nad Labem
- 482 Úvaly, železniční stanice - Nehvizdy, škola (Arriva Praha)
- 497 změna trasy v Milovicích a Nymburce
- 671 Jenštejn, Hradní - Brandýs nad Labem-Stará Boleslav, U soudu (ČSAD Střední Čechy)

### 15. října 2017
- 609 změna trasy na Kladně

### 11. listopadu 2017
- 421 prodloužena na jedné straně z Kouřimi do Kolína a na opačné straně z Bohouňovic II do Sázavy
- 422 prodloužena z Kouřimi do Kolína
- 424 Kolín, autobusové stanoviště - Kouřim (OAD Kolín)
- 450 Polní Voděrady, obecní úřad - Vrbčany (OAD Kolín)

### 10. prosince 2017
- 303 zavedeno zajíždění do nové části Křenic
- 305 zrušen provoz ve směru Hovorčovice
- 369 částečně zrušen rychlíkový charakter
- 434 změna trasy v Nymburce
- 443 zrušeno zajíždění k Vyrolatu v Nymburce
- 453 zrušena varianta přes Dalešice
- 455 zavedena varianta přes Dalešice
- 467 prodloužena z Mělníka na autobusové stanoviště Mladá Boleslav; nově i dopravce ČSAD Střední Čechy
- 474 prodloužena na jedné straně z Chloumku do Střezivojic a na opačné straně z Velkého Borku do Byšic
- 476 zavedena varianta přes Konětopy
- 485 zavedeny posilové spoje do Vysokého Újezda
- 593 Slaný, železniční stanice - Velvary, železniční stanice (Autodoprava Lamer, ČSAD Slaný)
- 617 nově vedena přes Novou Ves; nově i dopravci ČSAD Slaný a Autodoprava Lamer
- 668 Všetaty, železniční stanice - Mšeno (ČSAD Střední Čechy)

### 3. ledna 2018
- 477 změna trasy v Brandýse nad Labem-Staré Boleslavi
- 617 prodloužení vybraných spojů ke škole ve Velvarech
- 657 prodloužena z Baště resp. Odoleny Vody do Postřižína

### 8. ledna 2018
- 474 změna trasy v Mělníce-Chloumku

### 20. ledna 2018
- 443 zavedeny posilové spoje pouze po území města Nymburk

### 4. března 2018
- 330 změna trasy na Kladně
- 357 Nádraží Uhříněves - Nupaky, hotel (Dopravní podnik hlavního města Prahy)
- 467 změna trasy vybraných spojů v Mělníce
- 491 změna trasy pro všechny spoje v Doubravčicích a pro vybrané spoje v Českém Brodě

### 11. května 2018
- 312, 322 v Tuchoměřicích vedeny přes Outlet

### 10. června 2018
- 464 prodloužení trasy v Horních Beřkovicích
- 468 zavedeno zajíždění do točny v Horních Beřkovicích

### 30. června 2018
- 355, 359 zavedeno zajíždění k Lidlu v Horoměřicích

### 1. září 2018
- 304 zrušena (Praha, Černý Most - Horoušany, Horoušánky - Úvaly, Železniční stanice)
- 347, 358 zavedeno zajíždění k nádraží Chýně
- 357 zrušena (Praha, Nádraží Uhříněves - Nupaky, hotel)

### 1. listopadu 2018
- 302 změna dopravce ČSAD Střední Čechy

### 9. prosince 2018
- 467 prodloužena v Roudnici nad Labem k ČSAD
- 672 Vrané nad Vltavou, železniční stanice - Zvole, Nová Zvole (Martin Uher)

### 3. března 2019
- 319 zavedeno zajíždění k Outletu v Tuchoměřicích
- 461 vybrané spoje zajíždění do Dolní Lomnice
- 463 zrušena (Strančice, železniční stanice - Mirošovice)
- 474 zkrácena z Dobřeně do Mělníka
- 747 Mělník, autobusové stanoviště - Byšice, škola (ČSAD Střední Čechy)

### 10. března 2019
- 432 prodloužena do Mladé Boleslavi
- 673 Nymburk, hlavní nádraží - Křinec, Sovenice (OAD Kolín)
- 674 Nymburk, hlavní nádraží - Křinec, náměstí (OAD Kolín)
- 675 Pečky, železniční stanice - Kolín, nádraží (OAD Kolín)
- 676 Nymburk, hlavní nádraží - Loučeň (OAD Kolín)
- 678 Poděbrady, železniční stanice - Pečky, železniční stanice (OAD Kolín)
- 679 Poděbrady, železniční stanice - Kolín, nádraží (OAD Kolín)

- 348 zkrácena z Prahy do Obříství

### 30. května 2019
- 363 nový školní spoj z Nupak

### 29. června 2019
- 317 prodloužena z Dobříše do Příbrami
- 392 Smíchovské nádraží - Dobříš, náměstí - Rosovice - Příbram, autobusové nádraží (Arriva Střední Čechy)
- 393 Smíchovské nádraží - Příbram, Drkolnov, Podbrdská (Arriva Střední Čechy)
- 395 Smíchovské nádraží - Dobříš, náměstí - Příbram, Drkolnov, Podbrdská (Arriva Střední Čechy)
- 470 zrušeno zajíždění do Zálezlic
- 511 Příbram, autobusové nádraží - Lhota u Příbramě - Sádek - Hluboš (Arriva Střední Čechy)
- 512 Příbram, autobusové nádraží - Podlesí - Sádek (Arriva Střední Čechy)
- 531 Příbram, Zdaboř, Žežická - Hluboš - Hořovice, železniční stanice (Arriva Střední Čechy)

### 13. července 2019
- 337 odkloněna z Nespek do Benešova; změna dopravce ČSAD Benešov
- 651 zkrácena z Hrusic do Nespek; změna dopravce ČSAD Benešov

### 1. srpna 2019
- 448 prodloužena v Letech do zastávky K Libři

### 24. srpna 2019
- 300 v Kladně odkloněna ze zastávky U kostela do točny Energie
- 306 prodloužena z Jenče do Kladna
- 323 zrušena varianta přes Stehelčeves
- 330 zkrácena z Prahy do Libušína
- 342 Nádraží Veleslavín - Středokluky - Slaný, autobusové nádraží - Slaný, železniční stanice (ČSAD Slaný a ČSAD Česká Lípa)
- 388 Nádraží Veleslavín - Slaný, autobusové nádraží - Slaný, železniční stanice (ČSAD Slaný a ČSAD Česká Lípa)
- 389 Nádraží Veleslavín - Slaný, autobusové nádraží - Louny, Luna (ČSAD Slaný a ČSAD Česká Lípa)
- 399 prodloužena do Libušína
- 456 změna trasy ve Slaném a zavedení zajíždění do Brandýsku; zůstává dopravce Lamer a namísto dopravce Vlastimil Slezák nově ČSAD Střední Čechy)
- 580 Slaný, autobusové nádraží - Rakovník, autobusové stanoviště (ČSAD Slaný)
- 586 Slaný, autobusové nádraží - Nové Strašecí, Palackého (ČSAD Slaný)
- 587 Slaný, autobusové nádraží - Libušín, náměstí (ČSAD Slaný)
- 588 Slaný, autobusové nádraží - Srbeč (ČSAD Slaný)
- 589 Slaný, autobusové nádraží - Líský (ČSAD Slaný)
- 590 Vraný - Nové Strašecí, Palackého (ČSAD Slaný a ČSAD MHD Kladno)
- 591 Vraný - Klobuky, obecní úřad (ČSAD Slaný a ČSAD MHD Kladno)
- 592 Slaný, Arbesova - Panenský Týnec (ČSAD Slaný)
- 594 Slaný, autobusové nádraží - Zlonice (ČSAD Slaný)
- 595 Velvary, železniční stanice - Peruc, železniční stanice (ČSAD Slaný)
- 596 Velvary, železniční stanice - Černuc (ČSAD Slaný)
- 597 Velvary, škola - Chržín, Budihostice (ČSAD Slaný)
- 604 zkrácení pouze na území města Kladna
- 607 zrušena (Kladno, autobusové nádraží - Třebichovice, u kapličky)
- 608 zrušena (Kladno, autobusové nádraží - Slaný, Arbesova)
- 609 prodloužení ve Slaném do zastávky Rabasova
- 612 ve směru z Kladna odkloněna v Knovízi do Slatiny, kde je ukončena
- 617 zrušena zajíždí do Osluchova, zavedeno zajíždění do Spomyšle; zrušen dopravce ČSAD MHD Kladno
- 621 zrušena (Kladno, autobusové nádraží - Velvary, náměstí)
- 622 zrušena (Kladno, Náměstí Svobody - Slaný, autobusové nádraží)
- 622 Kladno, Oáza - Číčovice, Velké Číčovice (ČSAD MHD Kladno)
- 623 změna trasy v okolí Velvar
- 624 zrušena (Kladno, autobusové nádraží - Okoř)
- 624 Kladno, Náměstí Svobody - Dřetovice (ČSAD MHD Kladno)
- 626 zrušeny většina spojů - zůstaly jen spoje přes Hřebeč a Velké Přítočno
- 627 Kladno, autobusové nádraží - Smečno - Slaný, autobusové nádraží (ČSAD MHD Kladno)
- 628 Kladno, autobusové nádraží - Milý, Bor (ČSAD Slaný a ČSAD MHD Kladno)
- 650 Slaný, autobusové nádraží - Martiněves, Radešín (ČSAD Slaný)

### 1. září 2019
- 340 stávající výstupní zastávka na Levém Hradci přejmenována na Přemyslovská; vybrané spoje nově vezou cestující až do točny Levý Hradec
- 348 zrušeny rychlíkové spoje
- 354 prodloužena do zastávky Nehvizdy, U studánky
- 359 vedena v Roztokách přes zastávku 17. listopadu místo Tyršovo náměstí
- 376 žádný spoj už nejede v Praze jen do Satalic
- 469 vedena přes Sklenku a Jažlovice
- 471 žádný spoj v Neratovicích nezajíždí k železniční stanici
- 496 zaveden obousměrný provoz přes Vepřek
- 512 jeden spoj prodloužen na Jiráskovy sady v Příbrami
- 671 posilový spoj z Přezletic do Brandýsa nad Labem; stávající spoj z Jenštejna již do Přezletic nezajíždí

### 1. prosince 2019
- 302 prodloužena v Praze na Českomoravskou a vybrané spoje z Přezletic do Veleně
- 331, 333 změna trasy ve Zvoli - nové obratiště autobusů
- 342 nezajíždí na Veleslavíně do Vokovické ulice
- 377 zavedení posilových spojů do Veleně (pokračují jako 302)
- 483 zrušena (Nymburk, náměstí - Kamenné Zboží)
- 747 prodloužena k železniční stanici Mělník

### 15. prosince 2019
- 304 Kukulova - Rakovník, autobusové stanoviště (Anexia Rakovník)
- 305 Zličín - Řevničov - Rakovník, autobusové stanoviště (Anexia Rakovník + ČSAD MHD Kladno)
- 307 vybrané spoje prodlouženy z Unhoště do Kladna
- 319 vybrané spoje prodlouženy z Unhoště do Malých Kyšic
- 347 většina spojů od Zličína nově ukončena u nádraží v Hostivicích
- 365 Motol - Stochov, náměstí (ČSAD MHD Kladno)
- 386 prodloužena z Hostivic přes Unhošt a Družec na Kladno
- 404 Zličín - Nový Dům - Rakovník, autobusové stanoviště (Anexia Rakovník)
- 555 Kladno, autobusové nádraží - Roztoky, závod (ČSAD MHD Kladno)
- 577 Rakovník, autobusové stanoviště - Nezabudice (Anexia Rakovník + AD Kohout)
- 579 Branov - Nezabudice (AD Kohout)
- 581 Nové Strašecí, Pecínov - Lubná (Anexia Rakovník)
- 583 Rakovník, autobusové stanoviště - Ročov (ČSAD MHD Kladno + ČSAD Česká Lípa)
- 584 Rakovník, autobusové stanoviště - Mutějovice, Lhota pod Džbánem (Anexia Rakovník)
- 585 Rakovník, železniční zastávka západ - Ročov (Anexia Rakovník + ČSAD Česká Lípa)
- 618 Kladno, autobusové nádraží - Kačice (ČSAD MHD Kladno)
- 619 Kladno, autobusové nádraží - Vinařice (ČSAD MHD Kladno)
- 625 Kladno, autobusové nádraží - Rakovník, autobusové stanoviště (ČSAD MHD Kladno)
- 629 Kladno, autobusové nádraží - Bratronice, Horní Bezděkov (ČSAD MHD Kladno)
- 630 Kladno, autobusové nádraží - Beroun, autobusové nádraží (ČSAD MHD Kladno)

### 1. ledna 2020
- 959 v Praze vedena z Uhříněvse na Háje; spoj směr Praha jede již z Mukařova

### 6. ledna 2020
- 396 zkrácena v Praze na Nádraží Satalice

### 1. února 2020
- 688 Zeleneč, Mstětice, železniční stanice - Nehvizdy, U studánky (Stenbus)

### 4. dubna 2020
- 431 zkrácena od Lysé do Předměřice nad Jizerou; změna dopravce Lutan
- 433 v Nymburce zavedena varianta na Zálabskou
- 434 v Nymburce zkrácena na hlavní nádraží
- 436 zkrácena v Milovicích k nádraží
- 674 nová školní varianta do Malého Vestce

### 14. června 2020
- 479 změna sledu zastávek v Neratovicích

### 1. července 2020
- 428 zrušen víkendový provoz (spoje Říčany - Kaufland)
- 430 zrušena (Mochov - Přerov nad Labem, Nový Přerov)
- 609 změna trasy ve Slaném

### 8. srpna 2020
- 474 zrušena varianta do Šemanovic
- 668 zrušena varianta do Kadlína; nově i dopravce Kokořínský SOK
- 689 Mšeno, Hradsko - Stránka, Ostrý (Kokořínský SOK)
- 690 Mšeno - Kadlín (Kokořínský SOK)
- 691 Mělník, autobusové stanoviště - Vidim (ČSAD Střední Čechy)
- 692 Liběchov - Kokořín, Šemanovice - Kokořín (ČSAD Střední Čechy + Kokořínský SOK)
- 693 Mšeno, železniční stanice - Katusice (ČSAD Střední Čechy + Kokořínský SOK)
- 694 Liběchov - Vysoká - Kokořín (Kokořínský SOK)
- 695 Mělník, Fibichova - Kokořín, Kokořínský Důl - Mšeno (ČSAD Střední Čechy + Kokořínský SOK)
- 696 Mělník, Fibichova - Řepín - Mšeno, železniční stanice (ČSAD Střední Čechy + Kokořínský SOK)
- 697 Mšeno, železniční stanice - Doksy, Staré Splavy, otočka (ČSAD Střední Čechy + Kokořínský SOK)
- 747 zavedení přímých spojů Mělník - Hostín

### 15. srpna 2020
- 560 Rakovník, autobusové stanoviště - Podbořany, autobusové nádraží (Transdev Střední Čechy)
- 561 Rakovník, autobusové stanoviště - Řeřichy (Transdev Střední Čechy)
- 562 Lubná - Olešná (Transdev Střední Čechy)
- 563 Rakovník, autobusové stanoviště - Mutějovice (Transdev Střední Čechy)
- 564 Rakovník, autobusové stanoviště - Jesenice (Transdev Střední Čechy)
- 570 Rakovník, autobusové stanoviště - Královice (Transdev Střední Čechy, Lextrans)
- 571 Rakovník, autobusové stanoviště - Čistá, Kůzová (Transdev Střední Čechy)
- 572 Rakovník, autobusové stanoviště - Krakovec - Zvíkovec (Transdev Střední Čechy)
- 573 Břežany - Kolešov (Lextrans)
- 574 Křivoklát - Skryje (Transdev Střední Čechy)
- 575 Rakovník, autobusové stanoviště - Pavlíkovec, Tytry - Zvíkovec (Transdev Střední Čechy)
- 576 Rakovník, autobusové stanoviště - Slabce - Skryje (Transdev Střední Čechy)
- 578 Rakovník, autobusové stanoviště - Nezabudice -Skryje (Transdev Střední Čechy)
- 581 prodlužena z Lubné do Senomat

### 22. srpna 2020
- 500 Roztyly - Jindřichův Hradec / Třeboň (Comett Plus, ČSAD Benešov, Stenbus)
- 532 Votice, Beztahov - Jankov, Bedřichovice (ČSAD Benešov)
- 550 Olbramovice, železniční stanice - Vlašim (ČSAD Benešov)
- 552 Benešov, autobusové stanoviště - Mladá Vožice, autobusové stanoviště (Comett Plus, ČSAD Benešov)
- 553 Benešov, autobusové stanoviště - Jankov, Odlochovice (ČSAD Benešov)
- 554 Benešov, autobusové stanoviště - Votice, autobusové stanoviště (ČSAD Benešov)
- 556 Votice, autobusové stanoviště - Heřmaničky, Křenovičky (Arriva Střední Čechy, ČSAD Benešov)
- 557 Votice, autobusové stanoviště - Borotín (Arriva Střední Čechy, ČSAD Benešov)
- 566 Votice, autobusové stanoviště - Vojkov (ČSAD Benešov)
- 567 Mladá Vožice, autobusové stanoviště - Mezno (Comett Plus, ČSAD Benešov, Stenbus)
- 568 Miličín - Sedlec-Prčice, náměstí (Arriva Střední Čechy, ČSAD Benešov, Stenbus)

### 29. srpna 2020
- 362 vedena přes Libeř
- 416 Mladá Boleslav, Zalužany Škoda - Dobrovice, Chloumek (Arriva Střední Čechy)
- 417 Mladá Boleslav, autobusové stanoviště - Mcely (Arriva Střední Čechy, OAD Kolín)
- 418 Mladá Boleslav, Zalužany Škoda - Brodce, obecní úřad (Arriva Střední Čechy)
- 432 vybrané spoje zajíždějí na Zelenou a Sluneční v Luštěnicích
- 442 prodloužena z Benátek nad Jizerou do Mladé Boleslavi
- 463 Mladá Boleslav, autobusové stanoviště - Rožďalovice, náměstí (Arriva Střední Čechy, OAD Kolín)
- 476 v Neratovicích zajíždí vybranými spoji do Lobkovic
- 479 vedena přes žst Neratovice sídliště; nezajíždí do Lobkovic
- 499 odkloněna z Loučně přes Semčice do Mladé Boleslavi
- 656 všechny spoje do Líbeznic vedeny přes Měšice
- 657 zrušeno zajíždění do Odolene Vody
- 671 zajíždí v Brandýse nad Labem do zastávky Tyršova
- 674 prodloužena z Křince do Rožďalovic
- 676 prodloužena z Loučně přes Mcely do Seletic

### 31. srpna 2020
- 302 vedena v Praze přes Valchu a Jilemnickou

### 1. září 2020
- 602 prodloužena z Hnidous na Ronovku
- 603, 606, 613 zkráceny do točny Okrsek 4, k Oaze zajíždí pro nástup

### 4. října 2020
- 463 vybrané spoje zajíždí na náves v Prodašicích

### 15. listopadu 2020
- 324 prodloužena z Kladna přes Smečno do Slaného
- 330 prodloužena z Libušína do Smečna
- 389 vedena navíc přes Královice, Kutrovice a Třebíz
- 399 zkrácení z Prahy do Kladna
- 458 zrušena varianta přes Veltrusy a Nelahozeves
- 583 zrušen úsek Řevničov, obecní úřad - Ročov; od žst Řevničov odkloněna přes Nové Strašecí do Milého, Boru
- 586 nově i dopravce ČSAD MHD Kladno
- 588 odkloněna přes Lotouš; ze Srbče pokračuje do Milého, Boru
- 589 zkrácena z Líského do Kvílic; nově i dopravce ČSAD Česká Lípa
- 592 změna trasy ve Slaném
- 593 zkrácena ve Slaném na autobusové nádraží
- 594 změna sledu zastávek v Jarpicích
- 595 nově i dopravce ČSAD MHD Kladno
- 597 změna trasy ve Velvarech
- 600 Kladno, autobusové nádraží - Vinařice (ČSAD MHD Kladno)
- 609 zkrácena ve Slaném na autobusové nádraží
- 612 ze Zvoleněvse prodloužena do Velvar; zrušena varianty přes Slatinu a Kladno-Újezd
- 617 zkrácena od Velvar do Slaného; z Nové Vsi odkloněna do Kralup nad Vltavou; nově i dopravce ČSAD Střední Čechy, zrušen dopravce Lamer
- 619 z Řevničova odkloněna do Vinařic
- 620 zrušeno zajíždění na Újezd v Kladně
- 621 Kladno, náměstí Svobody - Smečno (ČSAD MHD Kladno)
- 625 vedena přes Lány, U hřbitova
- 627 zkrácena ze Slaného do Smečna
- 628 zrušen závlek do Milého
- 692 zaveden posilový spoj na Truskavnu
- Hobr Express Integrován Pod Linkou PID 774 Zdiby, Holosmetky - Zdiby, Brnky (ČSAD Střední Čechy)

### 13. prosince 2020
- 311 vedena z Let přes Dobřichovice do Řevnic na nádraží
- 317 zkrácena z Příbrami do Dobříše
- 337, 438, 452, 453, 454, 455, 459, 500, 552, 553, 554 zprovozněn nový autobusový terminál Benešov
- 380 prodloužena z Berouna do Králova Dvora
- 384 z Prahy do Loděnic vedena po dálnici, dál přes Vráž do Berouna a prodloužena do Hořovic
- 393 změna trasy v Příbrami
- 394 Nové Butovice - Zdice, náměstí (Arriva Střední Čechy)
- 395 změna trasy v Příbrami
- 425 mezi Loděnicí a Berounem vedena přes Svatý Jan pod Skalou a z Berouna prodloužena do Králova Dvora
- 444 zrušena varianta do Měchenic
- 451 změna trasy v Řevnicích; zrušen provoz linka směr Mořina
- 484 zavedeny posilové spoje do Horoušan
- 509 Trhové Dušníky - Příbram - Láz, Horní (Arriva Střední Čechy)
- 517 Dobříš, náměstí - Příbram, sídliště Archiv (Martin Uher)
- 521 Příbram, Jiráskovy sady - Rožmitál pod Třemšínem - Věšín (Arriva Střední Čechy)
- 522 Rožmitál pod Třemšínem, autobusové stanoviště - Hvožďany (Arriva Střední Čechy)
- 526 Zdice, náměstí - Bzová (Arriva Střední Čechy)
- 527 Žebrák, náměstí - Komárov (Arriva Střední Čechy)
- 528 Hořovice - Broumy (Arriva Střední Čechy)
- 529 Hořovice - Hvozdec (Arriva Střední Čechy)
- 630 prodloužena v Berouně z autobusového nádraží na Jarov
- 631 Nižbor - Všeradice (Arriva Střední Čechy)
- 632 Řevnice - Hostomice (Arriva Střední Čechy)
- 633 Beroun, Zdejcina - Liteň (Arriva Střední Čechy)
- 634 Hostomice - Všeradice (Arriva Střední Čechy)
- 636 Loděnice - Železná (Arriva Střední Čechy)
- 637 Zadní Třebaň - Kublov (Arriva Střední Čechy)
- 638 Všeradice - Branov (Arriva Střední Čechy)
- 639 Hořovice - Dobříš (Arriva Střední Čechy)
- 640 Zdice - Čenkov (Arriva Střední Čechy)
- 641 Hořovice - Beroun (Arriva Střední Čechy)
- 642 Hořovice - Jince (Arriva Střední Čechy)
- 643 Cerhovice - Křešín (Arriva Střední Čechy)
- 644 Hořovice - Zaječov (Arriva Střední Čechy)
- 645 Hořovice - Strašice (Arriva Střední Čechy)
- 646 Hořovice - Rokycany (Arriva Střední Čechy)
- 647 Hořovice - Cerhovice (Arriva Střední Čechy)
- 648 Zbiroh - Otmíče (Arriva Střední Čechy)
- 649 Nižbor, Žloukovice - Nižbor, Stradonice, náves (Arriva Střední Čechy)
- 952 prodloužena v Berouně na sídliště

### 4. ledna 2021
- 302 zkrácena v Praze na Letňany; ve Kbelích vedena po hlavní silnici
- 396 zkrácena z Přezletic do zastávky Vinoř, odkud všechny spoje pokračují jako linka 186; změna dopravce ČSAD Střední Čechy
- 953 v Praze odkloněna na Lehovec

### 18. ledna 2021
- 447 nový školní spoj do lokality Na Madlenkách v Mníšku pod Brdy

### 7. března 2021
- 433 zkrácena v Nymburce na hlavní nádraží
- 463 prodloužena z Rožďalovic do Městce Králové
- 539 Poděbrady, železniční stanice - Křečkov (OAD Kolín)
- 540 Poděbrady, železniční stanice - Nymburk, hlavní nádraží (OAD Kolín)
- 541 Rožďalovice, Hasina - Dlouhopolsko (OAD Kolín, Arriva Střední Čechy)
- 542 Poděbrady, železniční stanice - Záhornice (OAD Kolín)
- 598 Poděbrady, železniční stanice - Chroustov (OAD Kolín)
- 599 Městec Králové, náměstí - Dobšice (OAD Kolín)
- 673 změna sledu zastávek kolem Křince
- 674 zavedeno zajíždění do Křečkova
- 728 Mladá Boleslav, autobusové stanoviště - Mšeno (ČSAD Střední Čechy)
- 729 Mladá Boleslav, autobusové stanoviště - Skalsko (ČSAD Střední Čechy)

### 1. dubna 2021
- 452 zrušena (Benešov, terminál - Jílové u Prahy, náměstí)
- 453 zrušena (Benešov, terminál - Týnec nad Sázavou, železniční stanice - Neveklov)
- 454 zrušena (Benešov, terminál - Křečovice, Živohošť)
- 455 zrušena (Benešov, terminál - Rabyně, Měřín)
- 459 zrušena (Benešov, terminál - Maršovice - Neveklov)
- 752 Benešov, terminál - Jílové u Prahy, náměstí (dopravce ČSAD Benešov)
- 753 Benešov, terminál - Týnec nad Sázavou, železniční stanice - Neveklov (dopravce ČSAD Benešov)
- 754 Benešov, terminál - Křečovice, Živohošť (dopravce ČSAD Benešov)
- 755 Benešov, terminál - Rabyně, Měřín (dopravce ČSAD Benešov)
- 759 Benešov, terminál - Maršovice - Neveklov (dopravce ČSAD Benešov)

### 10. dubna 2021
- 401 Roztyly - Bystřice, náměstí - Jindřichův Hradec, autobusové nádraží / Třeboň, autobusové nádraží (dopravci ČSAD Benešov, Stenbus, Comett Plus a ČSAD Jindřichův Hradec)
- 452 Benešov, terminál - Mladá Vožice, autobusové stanoviště (dopravci ČSAD Benešov a Comett Plus)
- 459 Miličín, škola - Mladá Vožice, autobusové stanoviště (dopravce Comett Plus)
- 500 zrušena (Roztyly - Bystřice, přeložka - Jindřichův Hradec, autobusové nádraží / Třeboň, autobusové nádraží)
- 552 zrušena (Benešov, terminál - Mladá Vožice, autobusové stanoviště)
- 553 zrušeny varianty přes Mokrou Lhotu a Ouběnice
- 554 zrušeno zajíždění do Olbramovic
- 558 Olbramovice, železniční stanice - Bystřice, Mokrá Lhota (dopravce ČSAD Benešov)
- 567 zrušena (Miličín - Mladá Vožice, autobusové stanoviště)
- 569 Miličín, škola - Mezno (dopravci ČSAD Benešov a Stenbus)

### 19. dubna 2021
- 359 zrušeno ukončení vybraných spojů v Horoměřicích u Lidlu

### 13. června 2021
- 420 Dobříš, náměstí - Krásná Hora nad Vltavou - Milevsko, aut.st. (Arriva Střední Čechy)
- 451 zrušena (Mořina - Řevnice, nádraží)
- 451 Votice, aut.st. - Sedlec-Prčice, nám. - Borotín (Arriva Střední Čechy, ČSAD Benešov)
- 454 Sedlčany, aut.st. - Sedlec-Prčice, náměstí - Tábor, autobusové nádraží (Comett Plus)
- 460 zrušena (Nový Knín - Nový Knín, Libčice)
- 486 prodloužena z Osečan do Křečovice; vybrané spoje zajíždějí do zastávky Nalžovice, Chlum
- 513 Sedlčany, aut.st. - Sedlec-Prčice, Vrchotice, Na Františku (Arriva Střední Čechy)
- 514 Dobříš, náměstí - Županice (Arriva Střední Čechy)
- 515 Příbram, autobusové nádraží - Borotice, Čelina (Arriva Střední Čechy)
- 516 Sedlčany, aut.st. - Dublovice, Zvírotice (Arriva Střední Čechy)
- 518 Sedlčany, aut.st. - Křečovice, Hořetice (Arriva Střední Čechy)
- 519 Sedlčany, aut.st. - Votice, aut.st. (Arriva Střední Čechy, ČSAD Benešov)
- 520 Dobříš, náměstí - Kamýk nad Vltavou, u Mášů (Arriva Střední Čechy)
- 524 Rožmitál pod Třemšínem, autobusové stanoviště - Nepomuk, sídliště (Arriva Střední Čechy)
- 525 Nový Knín - Nový Knín, Libčice (Arriva Střední Čechy)
- 544 Hořovice, náměstí Boženy Němcové - Zaječov (Arriva Střední Čechy)
- 545 Hořovice, náměstí Boženy Němcové - Strašice, obecní úřad (Arriva Střední Čechy)
- 546 Hořovice, náměstí Boženy Němcové - Rokycany, autobusové nádraží (Arriva Střední Čechy)
- 547 Hořovice, náměstí Boženy Němcové - Cerhovice, náměstí (Arriva Střední Čechy)
- 548 Otmíče - Zbiroh, náměstí (Arriva Střední Čechy)
- 556 prodloužena z Křenoviček vybranými spoji do Sedlčan
- 557 zrušena (Votice, aut.st. - Borotín)
- 568 zrušen provoz v úseku Střezimíř - Sedlec-Prčice; zrušen dopravce Arriva Střední Čechy
- 644 zrušena (Hořovice, náměstí Boženy Němcové - Zaječov)
- 645 zrušena (Hořovice, náměstí Boženy Němcové - Strašice, obecní úřad)
- 646 zrušena (Hořovice, náměstí Boženy Němcové - Rokycany, autobusové nádraží)
- 647 zrušena (Hořovice, náměstí Boženy Němcové - Cerhovice, náměstí)
- 648 zrušena (Otmíče - Zbiroh, náměstí)
- 751 Mořina - Řevnice, nádraží (Arriva Střední Čechy)
- 754 prodloužena z Křečovic do Příbrami; nově i dopravce Arriva Střední Čechy)
- 756 Neveklov - Křečovice, Nová Živohošť (Arriva Střední Čechy, ČSAD Benešov)

### 16. července 2021
- 756 zavedena varianta přes Spolí

### 1. srpna 2021
- 381 prodloužena z Kutné Hory do Čáslavi
- 385 zkrácena od Prahy do Říčan
- 387 odkloněna přes Zásmuky
- 402 Roztyly - Čáslav, autobusové stanoviště (dopravce Arriva Východní Čechy)
- 421 sjednocení variant
- 424 prodloužena z Kouřimi do Žďánic
- 427 zrušena (Čelákovice, TOS - Kounice)
- 428 prodloužena z Mukařova do Louňovic
- 450 prodloužena z Plaňan do Červeného Hrádku
- 453 Vlašim, železniční stanice - Mladá Vožice, autobusové stanoviště (dopravce Comett Plus)
- 481 Čáslav, autobusové stanoviště - Soběšín (dopravce Arriva Východní Čechy)
- 487 Vlašim, závod - Kolín, nádraží (dopravci ČSAD Benešov a OAD Kolín)
- 533 Kutná Hora, autobusové stanoviště - Chlumec nad Cidlinou, železniční stanice (dopravci ČSAD Polkost a OAD Kolín)
- 534 Kolín, nádraží - Labské Chrčice (dopravce OAD Kolín)
- 535 Kolín, nádraží - Bílé Vchynice (dopravce OAD Kolín)
- 536 Kolín, nádraží - Žíželice, náměstí (dopravce OAD Kolín)
- 537 Kolín, nádraží - Jestřábí Lhota (dopravce OAD Kolín)
- 543 Poděbrady, železniční stanice - Hradčany, obecní úřad (dopravce OAD Kolín)
- 550 všechny spoje vedeny přes Kondrac
- 557 Stříbrná Skalice, náměstí - Louňovice (dopravce ČSAD Polkost)
- 582 Říčany, nádraží - Jevany (dopravce ČSAD Polkost)
- 654 zkrácení od Stříbrné Skalice do Vlkančic
- 659 prodloužena z Kostelce nad Černými lesy do Uhlířských Janovic
- 681 Kolín, nádraží - Petrovice II, Losiny (dopravci OAD Kolín a Arriva Východní Čechy)
- 687 Uhlířské Janovice, náměstí - Ledeč nad Sázavou, sídliště Plácky (dopravce Arriva Východní Čechy)
- 702 Kolín, nádraží - Červené Pečky, Bořetice, U rybníka (dopravce OAD Kolín)
- 705 Čáslav, obchodní centrum - Poděbrady, železniční stanice (dopravce OAD Kolín a Arriva Východní Čechy)
- 706 Uhlířské Janovice, náměstí - Žíželice, náměstí (dopravci OAD Kolín a ČSAD Polkost)
- 707 Kolín, nádraží - Nové Dvory (dopravce OAD Kolín)
- 742 Čáslav, autobusové stanoviště - Ledeč nad Sázavou, Podolí (dopravce Arriva Východní Čechy)
- 743 Čáslav, autobusové stanoviště - Kluky - Petrovice I (dopravce Arriva Východní Čechy)
- 746 Čáslav, autobusové stanoviště - Uhlířské Janovice, škola (dopravce Arriva Východní Čechy)
- 749 Čáslav, zemědělská škola - Zbýšov - Petrovice I (dopravce Arriva Východní Čechy)
- 770 Uhlířské Janovice, náměstí - Benešov, terminál (dopravci Arriva Východní Čechy a ČSAD Benešov)
- 771 Sázava, autobusové stanoviště - Kácov, náměstí (dopravce Arriva Východní Čechy)
- 772 Sázava, autobusové stanoviště - Uhlířské Janovice, náměstí (dopravce Arriva Východní Čechy a OAD Kolín)
- 773 Sázava, autobusové stanoviště - Choratice - Sázava, Klášterní (dopravci Arriva Východní Čechy a ČSAD Benešov)
- 776 Zruč nad Sázavou, Sázavan - Pertoltice - Zruč nad Sázavou, Sázavan (dopravci Arriva Východní Čechy a ČSAD Benešov)
- 778 Zruč nad Sázavou, Sázavan - Zbraslavice, náměstí (dopravce Arriva Východní Čechy)
- 782 Kutná Hora, autobusové stanoviště - Vrdy, kulturní dům (dopravce Arriva Východní Čechy)
- 784 Kutná Hora, Žižkov, Fučíkova - Čáslav, autobusové stanoviště (dopravce Arriva Východní Čechy)
- 785 Kolín, nádraží - Kácov, náměstí (dopravce Arriva Východní Čechy)
- 786 Kutná Hora, autobusové stanoviště - Paběnice, obecní úřad (dopravce Arriva Východní Čechy)
- 787 Uhlířské Janovice, náměstí - Zruč nad Sázavou, Sázavan (dopravce Arriva Východní Čechy a ČSAD Polkost)
- 788 Kutná Hora, autobusové stanoviště - Třebětín (dopravce Arriva Východní Čechy)
- 794 Kácov, náměstí - Chabeřice, Holšice (dopravce OAD Kolín)
- 801 Kutná Hora, Žižkov, poliklinika - Kutná Hora, Malín, Starokolínská (dopravce Arriva Východní Čechy)
- 802 Kutná Hora, Vrchlice, V cihelně - Hlízov, U váhy (dopravce Arriva Východní Čechy)
- 805 Kolín, nádraží - Zruč nad Sázavou, Sázavan (dopravce Arriva Východní Čechy)

### 29. srpna 2021
- 479 zrušeno zajíždění na sídliště v Neratovicích
- 755 nově zajíždí do Neštětic

### 1. září 2021
- 313 vybrané spoje zajíždějí do Vysokého Újezda
- 315 zrušena (Sídliště Radotín - Černošice, U transformátoru)
- 330 vybrané spoje zajíždí do logistické zóny Buštěhrad Třinecká
- 341 školní spoj prodloužen z Jesenic do Zdiměřic
- 402 nově také dopravce Arriva City
- 409 Suchdolské náměstí - Velké Přílepy, Roztocká (dopravce About Me)
- 415 Sídliště Radotín - Karlík (dopravce Arriva Střední Čechy)
- 474 zrušeno zajíždění ke koupališti v Mělníce
- 488 nově také dopravce Martin Uher
- 557 prodloužena ze Stříbrné Skalice do Sázavy a z Louňovic do Babic
- 592 změna trasy ve Slaném
- 623 zavedeno zajíždění do Kolče a ke škole ve Velvarech
- 632 zavedeno zajíždění ke škole v Řevnicích
- 665 zrušena (Černošice, železniční stanice - Karlík)
- 749 vybrané spoje vedeny přes Čeplov
- 751 změna trasy v Letech, zrušeno zajíždění do Karlíku
- 773 zrušen dopravce ČSAD Benešov
- 788 změna trasy v Kutné Hoře

### 1. října 2021
- 802 prodloužena z Vrchlice do Poličan

### 18. října 2021
- 636 prodloužena z Železné na Chyňavu sídliště

### 12. prosince 2021
- 305 odkloněna z Šustny do Lubence
- 315 Černý Most – Mnichovo Hradiště, Dopravní terminál (dopravci Arriva Střední Čechy, ČSAD Střední Čechy a ČSAD České Lípa)

- 345 Černý Most - Liberec, autobusové nádraží (dopravci Arriva Střední Čechy a ČSAD Liberec)
- 365 zavedeno zajíždění na náměstí v Družci
- 394 vybrané spoje vedeny v Praze přes Stodůlky

- 400 Střížkov – Nový Bor, autobusové nádraží (- Rumburk / Cvikov) (dopravci ČSAD Liberec a ČSAD Česká Lípa)
- 403 Černý Most – Sobotka, náměstí (dopravce Arriva Střední Čechy)
- 404 Zličín – Kralovice (dopravce Transdev Střední Čechy)
- 405 Zličín – Žatec, autobusové nádraží (dopravci Transdev Střední Čechy a ČSAD Česká Lípa)
- 410 Střížkov – Jablonné v Podještědí, železniční stanice (dopravce ČSAD Liberec)
- 412 Černý Most – Jičín, autobusové nádraží (dopravci Arriva Střední Čechy a ČSAD Česká Lípa)
- 418 prodloužena z Brodců do Horek nad Jizerou
- 427 Mladá Boleslav,ŠKODA PC – Mimoň, Žitavská (dopravce ČSAD Liberec)
- 431 prodloužena z Předměřic nad Jizerou do Skalska
- 432 zavedena varianta přes Jičínskou; nově také dopravce Arriva Střední Čechy
- 459 zavedeno zajíždění do Malovic
- 463 zavedena varianta do Hasiny
- 499 zavedena varianta přes Charvatce
- 521 zavedena varianta přes Sedlice
- 527 zajíždí ke škole v Cerhovicích
- 538 Městec Králové, železniční stanice - Křinec, náměstí (dopravce OAD Kolín)
- 540 nová trasa Poděbrady - Pátek - Záhornice
- 541 nová trasa Nymburk - Úmyslovice - Dlouhopolsko
- 542 nová trasa Poděbrady - Dymokury - Rožďalovice
- 543 zavedeno zajíždění do Sán
- 547 zrušeno zajíždění k nádraží v Kařezu
- 562 zrušeno zajíždění k Albert hypermarketu v Rakovníku
- 570 ruší se varianta přes sídliště Lubná; změna dopravce Lextrans
- 577 nová trasa Rakovník, autobusové stanoviště - Stochov, náměstí (dopravce Transdev Střední Čechy)
- 578 nová trasa Rakovník, autobusové stanoviště - Nezabudice - Rakovník, autobusové stanoviště
- 579 nová varianta přes Višňovou
- 625 nově vedena přes Lišany
- 662 prodloužena v Čelákovicích na Toušeňskou
- 666 zkrácení všech spojů od Káraného na autobusové stanoviště ve Staré Boleslavi
- 695 prodloužení vybraných spojů v Mělníce do zastávky Fibichova
- 667 prodloužena ze Skorkova do Benátek nad Jizerou
- 696 zavedena varianta přes Velký Borek
- 699 Mladá Boleslav, autobusové stanoviště – Kadlín (dopravce Arriva Střední Čechy)
- 700 Černý Most - Harrachov, autobusové nádraží (dopravci BusLine LK a ČSAD Střední Čechy)
- 712 Mladá Boleslav, autobusové stanoviště - Bělá pod Bezdězem, Bezdědice (dopravci Arriva Střední Čechy, ČSAD Česká Lípa a ČSAD Střední Čechy)
- 713 Mladá Boleslav, autobusové stanoviště - Osek - Sobotka, náměstí (dopravce Arriva Střední Čechy)
- 714 Mladá Boleslav, autobusové stanoviště - Dobšín (dopravci Arriva Střední Čechy a Lutan)
- 715 Mladá Boleslav, autobusové stanoviště - Žďár, Žehrov (dopravce Arriva Střední Čechy)
- 716 Boseň, Mužský - Mnichovo Hradiště, Dopravní terminál - Boseň, Mužský (dopravce Arriva Střední Čechy)
- 717 Mnichovo Hradiště, Dopravní terminál - Turnov, autobusové nádraží (dopravce Arriva Střední Čechy)
- 718 Mnichovo Hradiště, Dopravní terminál - Sobotka, náměstí (dopravce Arriva Střední Čechy)
- 719 Mladá Boleslav, autobusové stanoviště - Bakov nad Jizerou, Zvířetice (dopravce Arriva Střední Čechy)
- 720 Černý Most - Rokytnice nad Jizerou, Horní Rokytnice (dopravci BusLine LK a ČSAD Střední Čechy)
- 721 Mnichovo Hradiště, Dopravní terminál - Všelibice, Vrtky - Český Dub, náměstí (dopravce Arriva Střední Čechy)
- 722 Mnichovo Hradiště, Dopravní terminál - Neveklovice - Český Dub, náměstí (dopravci Arriva Střední Čechy a ČSAD Liberec)
- 723 Mladá Boleslav, autobusové stanoviště - Dětenice, náves - Kopidlno, náměstí (dopravce BusLine KHK)
- 724 Mladá Boleslav, autobusové stanoviště - Veselice, dvůr - Kopidlno, náměstí (dopravce Arriva Střední Čechy)
- 725 Mladá Boleslav, autobusové stanoviště - Markvartice, pošta - Sobotka, náměstí (dopravce Arriva Střední Čechy)
- 726 Mladá Boleslav, autobusové stanoviště - Žerčice (dopravce Arriva Střední Čechy)
- 727 Mnichovo Hradiště, Dopravní terminál - Rokytá, Horní Rokytá, konečná (dopravce Arriva Střední Čechy)
- 730 Černý Most - Vítkovice, Horní Mísečky (dopravci BusLine LK a ČSAD Střední Čechy)
- 731 Mladá Boleslav, autobusové stanoviště - Plužná (dopravci Arriva Střední Čechy a ČSAD Česká Lípa)
- 732 Čistá, hřiště - Bělá pod Bezdězem, Bezdědice (dopravce ČSAD Česká Lípa)
- 733 Mnichovo Hradiště, Dopravní terminál - Březina - Sezemice (dopravce Arriva Střední Čechy)
- 734 Mnichovo Hradiště, Dopravní terminál - Mohelnice nad Jizerou - Sezemice (dopravce Arriva Střední Čechy)
- 735 Dolní Bousov, náměstí - Kopidlno, náměstí (dopravce BusLine KHK)
- 736 Mladá Boleslav, autobusové stanoviště - Dolní Bousov, náměstí (dopravci Arriva Střední Čechy a Lutan)
- 737 Mladá Boleslav, autobusové stanoviště - Bělá pod Bezdězem, Atmos (dopravci Arriva Střední Čechy a ČSAD Česká Lípa)
- 738 Mnichovo Hradiště, Dopravní terminál - Mukařov, Vicmanov (dopravce Arriva Střední Čechy)
- 739 Kněžmost, náměstí - Bělá pod Bezdězem, Dřevařská (dopravce Arriva Střední Čechy)
- 766 Březno - Rabakov (dopravce Arriva Střední Čechy)
- 767 Mladá Boleslav, autobusové stanoviště - Dolní Slivno (dopravci Arriva Střední Čechy a ČSAD Střední Čechy)
- 768 Benátky nad Jizerou, autobusové stanoviště - Byšice (dopravce ČSAD Střední Čechy)
- 769 Rokytovec - Chotětov (dopravce Arriva Střední Čechy)
- 798 Vlašim, železniční stanice - Trhový Štěpánov, náměstí (dopravce ČSAD Benešov)
- 997 (Cyklobus 2) Mladá Boleslav, autobusové stanoviště - Sobotka, náměstí (dopravce Lutan)

### 1. ledna 2022
- 565 Kladno, autobusové nádraží - Slaný, autobusové nádraží (dopravce ČSAD MHD Kladno)
- 609 zkrácena do trasy Kladno, Tylova - Kladno, Barré
- 612, 620 úprava trasy po Kladně
- 705 vedena přes obecní úřad ve Velkém Oseku
- 787 zajíždí na náměstí ve Zruči nad Sázavou
- 801 zkrácena pouze na území města Kutná Hora (k hlavnímu nádraží)
- 803 Kutná Hora, Žižkov, poliklinika - Bernardov (dopravce Arriva autobusy)

### 3. ledna 2022
- 328 zrušení varianty přes Aquapark v Čestlicích
- 357 Opatov – Čestlice - Nupaky, škola (dopravce DP Praha)
- 385 mezi Opatovem a Průhonicemi nově vedena po dálnici; zavedeno zajíždění k Aquaparku v Čestlicích

### 17. ledna 2022
- 557 celková úprava linky, každý spoj jinudy podle požadavků škol v Ondřejově a Stříbrné Skalici

### 31. ledna 2022
- 689 úprava trasy ve Vrátně

### 6. března 2022
- 317 rozšíření provozu celotýdenně v úseku Smíchovské nádraží – Mníšek pod Brdy, náměstí (převedení spojů ze zrušené linky 321)

- 321 zrušena (Praha, Smíchovské nádraží – Mníšek p. Brdy, Stříbrná Lhota)
- 320 nová varianta trasy linky Mníšek pod Brdy, náměstí – Mníšek pod Brdy, Stříbrná Lhota s celotýdenním provozem (převedení spojů ze zrušené linky 321)
- 351 posílení v úseku Hovorčovice – Čakovičky v PD celodenně, prodloužení všech spojů ukončených v zast. Měšice, agropodnik a vybraných spojů ukončených v zast. Hovorčovice do Čakoviček (a zpět)
- 688 zrušena (Mstětice, železniční stanice - Nehvizdy)
- 689 prodloužena ze Stránky do Skalska
- 715 zavádí se varianta přes Hubálov
- 769 zavedena varianta přes Skalsko

### 1. dubna 2022
- 305 prodloužena do Lubence
- 350, 954 ve Velkých Přílepech odkloněny přes Pomořanskou místo Roztocké
- 402 zavedeny vložené spoje Roztyly - Ostředek dopravce ČSAD Benešov
- 405 zrušen úsek Velká Dobrá - Stochov, naopak zajíždí do Krušovic a Řevničova
- 406 Roztyly - Pelhřimov, autobusové nádraží (dopravci ČSAD Benešov, Arriva City, Stenbus a ICOM Transport Jihlava)
- 453 zavedena varianta do Postupic
- 455 Benešov, autobusové stanoviště - Mladá Vožice, autobusové stanoviště (dopravce Comett Plus)
- 457 několik změn na území Kralup nad Vltavou
- 458 zrušena (Kralupy nad Vltavou, železniční stanice - Holubice)
- 458 Vlašim, železniční stanice - Pacov, železniční stanice (dopravce ČSAD Benešov)
- 459 zavedena varianta přes Malovice
- 483 Vlašim, závod - Chocerady (dopravci ČSAD Benešov a Arriva City)
- 487 zavedeno zajíždění k železniční stanici Kácov
- 496 zrušena (Kralupy nad Vltavou, železniční stanice - Ledčice)
- 517 zajíždí do otočiště v Hájích
- 533, 705, 707, 782, 785, 802, 805 změna trasy na území Kutné Hory
- 550 zavedena varianta přes Dub
- 560 zkrácena od Rakovníka do Strojetic
- 585 zrušena varianta do Ročova
- 596 prodloužena z Loucké do Straškova-Vodochod
- 597 ve směru do Velvar vedena přes Chržín
- 600 prodloužena z Vinařic do Loun
- 617 prodloužena v Kralupech nad Vltavou k obchodnímu centru
- 646 Roudnice nad Labem, železniční stanice - Kralupy nad Vltavou, železniční stanice - Holubice (dopravci ČSAD Česká Lípa a ČSAD Střední Čechy)
- 650 Slaný, autobusové nádraží - Litoměřice, Pokratice, U kapličky (dopravci DSÚK a ČSAD Slaný)
- 711 Rakovník, železniční stanice západ - Louny, ČSAD (dopravce DSÚK)
- 725 zavedena varianta přes Šalandu
- 757 Benešov, terminál - Bystřice, Jarkovice (dopravce ČSAD Benešov)
- 758 Benešov, terminál - Postupice (dopravce ČSAD Benešov)
- 760 Rakovník, autobusové stanoviště - Podbořany, autobusové nádraží (dopravce Transdev Střední Čechy)
- 790 Vlašim, závod - Divišov, náměstí (dopravce ČSAD Benešov)
- 791 Benešov, terminál - Český Šternberk, Čejkovice (dopravce ČSAD Benešov)
- 792 Vlašim, ZŠ Vorlina - Rataje (dopravce ČSAD Benešov)
- 793 Vlašim, závod - Ostředek (dopravce ČSAD Benešov)
- 794 Vlašim, závod - Kácov, náměstí - Chabeřice, Holšice (dopravci ČSAD Benešov a OAD Kolín)
- 795 Vlašim, závod - Zruč nad Sázavou, Sázavan (dopravce ČSAD Benešov)
- 796 Benešov, terminál - Pyšely, náměstí (dopravce ČSAD Benešov)
- 797 Chocerady - Vranov, Vranovská Lhota (dopravci ČSAD Benešov a Arriva City)
- 798 Benešov, terminál - Ostředek (dopravce ČSAD Benešov)
- 799 Benešov, terminál - Vlašim, závod (dopravce ČSAD Benešov)
- 840 Vlašim, závod - Vlašim, Nesperská Lhota (dopravce ČSAD Benešov)
- 841 Načeradec - Načeradec, Zdiměřice (dopravce ČSAD Benešov)
- 842 Vlašim, železniční stanice - Dolní Kralovice (dopravce ČSAD Benešov)
- 843 Vlašim, železniční stanice - Čechtice, škola (dopravce ČSAD Benešov)
- 844 Vlašim, železniční stanice - Snět (dopravce ČSAD Benešov)
- 845 Zruč nad Sázavou, Sázavan - Ježov (dopravce ČSAD Benešov)
- 846 Čechtice - Ledeč nad Sázavou, sídliště Plácky (dopravci ČSAD Benešov a Arriva City)
- 847 Čechtice, škola - Čechtice, Staré Práchňany (dopravce ČSAD Benešov)
- 848 Vlašim, železniční stanice - Vracovice - Načeradec (dopravce ČSAD Benešov)
- 849 Vlašim, železniční stanice - Čechtice - Načeradec (dopravce ČSAD Benešov)
- 850 Čechtice - Humpolec, autobusové nádraží (dopravce ČSAD Benešov)
- 861 Beroun, autobusové nádraží - Beroun, Jungmannova - Beroun, autobusové nádraží (dopravce Arriva Střední Čechy)
- 862 Beroun, autobusové nádraží - Beroun, Wágnerovo náměstí - Beroun, autobusové nádraží (dopravce Arriva Střední Čechy)

### 2. května 2022
- 699 vybrané spoje prodlouženy z Kadlína do Mšena; zavedena varianta přes Jičínskou v Mladé Boleslavi ve směru Mšeno

### 1. června 2022
- 700 zavedení varianty přes Jičínskou v Mladé Boleslavi
- 758 zavedeno zajíždění do Miroslavi, zrušeno zajíždění do Jemniště

### 12. června 2022
- 401, 402, 406 vybrané spoje nově zajíždějí do Čestlic

- 404 prodloužena z Kralovic do Manětína a Nečtin

- 406 vybrané spoje vedeny přes Hubenov

- 407 Smíchovské nádraží - Písek, autobusové nádraží (dopravce Arriva Střední Čechy)

- 419 Příbram, autobusové nádraží - Milevsko, autobusové stanoviště (dopravce Arriva Střední Čechy)

- 450 zrušena (Bečváry, Poďousy - Plaňany, náměstí - Vrbčany)

- 450 Dobříš, náměstí - Milevsko, autobusové stanoviště (dopravci Arriva Střední Čechy a ČSAD Autobusy České Budějovice)

- 453, 455 prodlouženy z Mladé Vožice do Tábora

- 454 prodloužena z Nadějkova do Tábora; nově také dopravce BusLine JČ

- 458 prodloužena z Daměnic do Mladé Vožice

- 460 Bečváry, Poďousy - Plaňany, náměstí - Vrbčany (dopravce OAD Kolín)

- 482 zrušena (Úvaly, železniční stanice - Nehvizdy, škola)

- 482 Příbram, Jiráskovy sady - Strakonice, autobusové nádraží (dopravci Arriva Střední Čechy a ČSAD Autobusy České Budějovice)

- 488 zrušena (Mníšek pod Brdy, náměstí - Nový Knín)

- 488 Příbram, autobusové nádraží - Písek, autobusové nádraží (dopravce Arriva Střední Čechy)

- 495 zrušena (Strančice, železniční stanice - Černé Voděrady)

- 495 Mirovice, náměstí - Nepomuk, sídliště (dopravce Arriva Střední Čechy)

- 496 Březnice, autobusové stanoviště - Blatná, Sádlov (dopravce Arriva Střední Čechy)

- 500 Příbram, Sídliště II. poliklinika - Petrovice (dopravce Arriva Střední Čechy)

- 504 Příbram, autobusové nádraží - Hluboš (dopravce Arriva Střední Čechy)

- 510 Příbram, autobusové nádraží - Milín, Buk (dopravce Arriva Střední Čechy)

- 511 z Příbrami vedena do Milína a Březnice

- 516 vedena mimo Příčovy

- 524 z Březnice vedena do Hvožďan-Leletic

- 530 Příbram, autobusové nádraží - Kamýk nad Vltavou, u školy (dopravce Arriva Střední Čechy)

- 549 Sedlčany, autobusové stanoviště - Klučenice (dopravce Arriva Střední Čechy)

- 551 Sedlčany, autobusové stanoviště - Krásná Hora nad Vltavou (dopravce Arriva Střední Čechy)

- 552 Sedlčany, autobusové stanoviště - Kamýk nad Vltavou, Velká (dopravce Arriva Střední Čechy)

- 559 Sedlčany, autobusové stanoviště - Sedlec-Prčice, náměstí (dopravce Arriva Střední Čechy)

- 567 Příbram, Jiráskovy sady - Rožmitál pod Třemšínem, autobusové stanoviště (dopravce Arriva Střední Čechy)

- 677 Úvaly, železniční stanice - Nehvizdy, škola (dopravce Arriva City)

- 685 Strančice, železniční stanice - Černé Voděrady (dopravce Arriva City)

- 688 Mníšek pod Brdy, náměstí - Nový Knín (dopravci Arriva Střední Čechy a Martin Uher)

- 710 Čáslav, železniční stanice - Chrudim, autobusové stanoviště (dopravce Arriva autobusy)

- 740 Čáslav, železniční stanice - Golčův Jeníkov, Náměstí TGM (dopravce Arriva autobusy)

- 741 Čáslav, autobusové stanoviště - Zbýšov, Chlum (dopravce Arriva autobusy)

- 780 Čáslav, autobusové stanoviště - Třemošnice, autobusové stanoviště (dopravce Arriva autobusy)

- 781 Čáslav, autobusové stanoviště - Tupadly - Adamov (dopravce Arriva autobusy)

- 783 Čáslav, autobusové stanoviště - Horka I, Svobodná Ves, horní (dopravce Arriva autobusy)

- 803 prodloužena do Chvaletic

- 847 zavedeno zajíždění do Čáslavska

### 1. července 2022
- 367 zkrácena ve Staré Boleslavi na Autobusové stanoviště

- 373 zrušeno zajíždění k závodu v Odolene Vodě

- 376 zrušeno zajíždění k pomníku v Zápech

- 385 zavedení expresních spojů Opatov - Čestlice, aquapark

- 430 Lysá nad Labem, železniční stanice - Lipník (dopravce OAD Kolín)

- 436 od Nymburka zkrácena do Lipníku

- 471, 472 od Mělníka zkráceny do Kostelce nad Labem

- 477, 657 od Mratína zkráceny do Brandýsa nad Labem k nádraží

- 478 prodloužena z Brandýsa nad Labem do Kostelce nad Labem

- 663 zavedení varianty k logistickému centru v Úžicích
- 705 nově zajíždí do Kanína

### 28. srpna 2022
- 453 zrušena varianta do Postupic
- 458 zrušena varianta do Pacova
- 496, 524 prodlouženy k železniční stanici v Březnici
- 511 zavedení varianty přes Svojšice
- 758 prodloužena do Postupic
- 841 změna trasy linky do podoby Benešov – Postupice – Načeradec – Zdiměřice
- 854 Vlašim, ZŠ Vorlina - Vlašim, železniční stanice - Načeradec - Lukavec - Pacov, železniční stanice (dopravce ČSAD Benešov)

### 1. září 2022
- 303 od Prahy zkrácena do Křenice
- 316 zavedena varianta přes zastávku Kralupy nad Vltavou, Hybešova
- 322 prodloužena z Kladna do Slaného
- 324 odkloněna mimo Kladno, ČSAD
- 330 zkrácena od Prahy do Libušína
- 331 nově vedena přes Zlatníky, Vestec, Jesenici, Hrnčíře a Šeberov na Opatov
- 341 zrušeno zajíždění do Jesenice
- 354 prodloužení do zastávky Nehvizdy, Mochovská
- 356 prodloužena ze Statenic na Letiště Václava Havla
- 364 zavedeno zajíždění do Březí
- 366 prodloužena z Křenice do Mukařova
- 385 prodloužena z Říčan do Zvánovic
- 387 vedena přes Nučice, Výžerky a Staňkovice
- 399 prodloužena z Kladna do Smečna
- 423 vybrané spoje prodlouženy do Jiren; ruší se zajíždění do Třebohostic
- 428 zkrácena od Jesenice do Říčan
- 435 prodloužena z Hradešína do Říčan
- 445 prodloužena z Vraného nad Vltavou přes Zvoli do Jílového u Prahy
- 469 zkrácena ze Strančic do Říčan
- 474 zajíždění ke koupališti v Mělníce
- 484 zajíždí do zastávky Úvaly, Pařezina
- 494 zrušena varianta přes Světice
- 532 vybrané spoje vedeny přes Královnu
- 557 zkrácena ze Stříbrné Skalice do Svojetic
- 565 zrušena (Kladno, autobusové nádraží - Slaný, autobusové nádraží)
- 582 zrušena (Říčany, nádraží - Jevany)
- 582 Říčany, Olivovna - Světice - Strančice, železniční stanice (dopravce Arriva City)
- 620 prodloužena do Mělníka; nově také dopravce Pohl Kladno
- 621 zrušena (Kladno, Náměstí Svobody - Smečno)
- 624 zrušena (Kladno, Náměstí Svobody - Dřetovice)
- 629 prodloužena z Kladna do Dřetovic
- 654 zrušena (Stříbrná Skalice - Vlkančice)
- 655 zrušení zajíždění ke Kovohutím v Čelákovicích a změna trasy v Úvalech
- 659 z Vlkančic odkloněna do Stříbrné Skalice
- 663 zkrácení od Kralup do Odolene Vody
- 671 zavedení varianty do Zelenče
- 672 zrušena (Vrané nad Vltavou, železniční stanice - Zvole)
- 686 Úvaly, železniční stanice - Říčany, Wolkerova (dopravce Stenbus)
- 706 ze Skvrňan odkloněna do Uhlířských Janovic; zavedeno zajíždění do Bohouňovic II
- 739 změna trasy v Bakově nad Jizerou
- 747 změna trasy v Mělníce
- 761 Velké Popovice, Todice - Kamenice, Všedobrovice (dopravce Arriva City)
- 762 Dolní Břežany, obecní úřad - Jesenice (dopravce Arriva City)
- 765 Říčany, Wolkerova - Sibřina (dopravci Stenbus a About Me)
- 772 zavedena varianta do Horních Krut

### 15. října 2022
- 467 změna trasy v Roudnici nad Labem

### 31. října 2022
- 319, 356 zrušeno zajíždění na Terminál 2
- 322 zrušeno zajíždění na autobusové nádraží Kladno

### 11. prosince 2022
- 400 zrušeno zajíždění k nemocnici v České Lípě
- 401 vedena v Olbramovicích kolem železniční stanice
- 418 prodloužení vybraných spojů do Horek nad Jizerou
- 427 v Mladé Boleslavi zkrácena na Autobusové stanoviště
- 431 zaveden nový spoj přes Skorov a Sojovice
- 451, 556 prodlouženy k železniční stanici Votice
- 451, 569 zavedeno zajíždění do nového terminálu u žst Střezimíř
- 519 zavedeno zajíždění vybraných spojů do Sedlečka
- 532 zrušeno zajíždění do Ratměřic a Odlochovic
- 550 z AS Votice odkloněna k žst Votice a na Beztahov
- 558 vedena v Olbramovicích přes Parcely
- 650 zavedeno zajíždění ke škole v Terezíně i ve směru Slaný
- 736 vedena přes Dolní Stakory místo Násedlnice
- 762 změna trasy odpoledních spojů ve Zlatníkách-Hodkovicích
- 765 odklon školního spoje přes zastávku Nemocnice v Říčanech
- 783 prodloužení vybraných spojů ke škole v Žehušicích
- 796 prodloužena z Čerčan do Pyšel
- 853 Městec Králové, náměstí - Nový Bydžov, Terminál HD (dopravce BusLine KHK)

### 1. ledna 2023
- 326    Zkrácení intervalu v pracovní dny ráno z 12 na 10 minut.

- 327    Zkrácení intervalu v pracovní dny ráno z 12 na 10 minut.

- 348    Část spojů v pracovní dny je zkrácena o úsek Neratovice, U Vojtěcha – Libiš, obec.

- 349    Výraznější posílení provozu zejména v pracovní dny ráno z Mělníka a odpoledne z Prahy.

- 368    1 pár spojů v pracovní dny večer prodloužen o úsek Baštěk – Předboj.

- 369    Posílení provozu v pracovní dny ráno (1 nový pár spojů Mělník – Praha) a odpoledne (2 nové spoje z Mělníka do Prahy a 1 nový spoj z Prahy do Mělníka).

- 372    1 spoj v pracovní dny večer do Prahy nově nejede přes Klecany, D8 Park.

- 395    1 spoj v pracovní dny ráno z Dobříše do Příbrami jede nově již z Mníšku pod Brdy, náměstí.

- 467    Nový 1 pár spojů v pracovní dny ráno Mělník – Roudnice nad Labem.

- 629    1 pár spojů v pracovní dny ráno prodloužen o úsek Družec – Dolní Bezděkov.

- 667    1 spoj v pracovní dny ráno do Brandýsa n.L. zkrácen o úsek Horky nad Jizerou – Benátky nad Jizerou.

- 689    Pro 1 spoj v pracovní dny ráno do Mšena zřízeny zastávky Boreč, cihelna a Boreč, na křižovatce – od 1. 1.

- 917    Linka jede nově přes zastávky Do Koutů a Nové Komořany.

- 955   Linka je zrušena (Praha, Terminál 1 – Tuchoměřice, Obecní úřad).

### 1. února 2023
- 328 zavedeno zajíždění vybraných spojů do Herinku a Modletic
- 356 odkloněna k OC Šestka
- 397 prodloužení vybraných spojů z Kauflandu do Doubravic

### 5. března 2023
- 307 Nový spoj v pracovní dny odpoledne z Unhoště do Kladna (převeden z linky 630).

- 326 Zrušení víkendového provozu a omezení provozu v pracovní dny večer (nahrazeno rozšířením provozu linky 331.

- 331 Linka je o víkendech a celotýdenně večer prodloužena o úsek Dolní Břežany — Opatov.

- 349 Zrušen předposlední spoj v pracovní dny z Ládví.

- 368	Nové 2 páry spojů v pracovní dny odpoledne Ládví — Předboj, nový pár spojů o víkendech Líbeznice —  Předboj, prodloužení vybraných spojů celotýdenně večer o úsek Baštěk — Předboj.

- 369  Nový spoj v pracovní dny odpoledne z Ládví do Mělníka, Mlazic. 1 spoj v pracovní dny ráno z Mlazic do Štětí jede nově již z Mělníka, aut. nádr.

- 370  1 spoj v pracovní dny večer z Kobylis prodloužen o úsek Postřižín — Kralupy nad Vltavou.

- 398 Nový spoj v pracovní dny ráno ze Sadské do Pískové Lhoty (a dále pokračuje jako linka 498 do Poděbrad).

- 400 Nový 1 pár spojů v neděli odpoledne Praha — Nový Bor.

- 418 1 spoj v pracovní dny odpoledne z Horek nad Jizerou jede nově až ze zastávky Brodce, sokolovna.

- 430 Nové 2 páry spojů v pracovní dny večer Milovice — Lysá nad Labem, 4 páry spojů o víkendu jsou prodlouženy dolze zastávky Milovice, Boží Dar.

- 462 1 spoj v pracovní dny odpoledne do Všeším nově zajíždí také do SŠR.

- 491 1 školní spoj v pracovní dny ráno z Tismic jede nově již z Doubravčic.

- 532 Zrušení vybraných spojů v pracovní dny ráno v trase Votice, aut st. — Votice, žel. st.

- 540 Pro většinu spojů se ruší obsluha zastávky Poděbrady, Jeronýmova.

- 550 2 spoje v pracovní dny ráno prodlouženy do Beztahova.

- 558 Linka jede nově přes zastávku Olbramovice, parcely také ve směru Olbramovice.

- 630 1 spoj v pracovní dny odpoledne z Berouna zkrácen o úsek Unhošt — Kladno (převeden na linku 307). 641 Zrušen 1 pár spojů v pracovní dny ráno Beroun — Zdice, nový spoj v pracovní dny ráno ze Zdic do Hořovic

- 668 1 spoj v pracovní dny ráno ze Mšena jede nově také přes Kaninu.

- 691 Zrušen 1 pár spojů v pracovní dny odpoledne v úseku Liběchov — Vidim. 726 Linka nově projíždí zastávku Židněves, Březenská.

- 846 1 spoj v pracovní dny odpoledne z Ledče nad Sázavou jede nově přes Bohumilice a nejede přes Kožlí.

### 17. dubna 2023
- 445 posílení provozu v úseku Vrané nad Vltavou - Zvole - Zahořany - Jílové u Prahy.

### 11. června 2023
- 388 zkrácení víkendového souhrnného intervalu v trase Praha – Slaný s linkou PID 389 ze 120 na 60 minut, nové posilové spoje v pracovní dny ráno ze Slaného do Prahy

- 389 zkrácení víkendového souhrnného intervalu v trase Praha – Slaný s linkou PID 388 ze 120 na 60 minut, nové posilové spoje v pracovní dny ráno ze Slaného do Prahy

- 400	nové posilové víkendové zrychlené spoje Praha – Nový Bor (2 páry spojů v sobotu a 1 pár spojů v neděli)

- 403	nový pár spojů v pracovní dny odpoledne do/z Prahy, zkrácení všech spojů o úsek na území Královéhradeckého kraje

- 405	zastávky v Žatci se mění z 9 do 10 pásma

- 412	posílení víkendového provozu o 3 páry spojů v sobotu a 2 páry spojů v neděli (Praha –) Mladá Boleslav – Jičín

- 483 Zrušení zastávek Vlasákova, Mánesova a Lidl ve Vlašimi.

- 487 Zrušení zastávky Vlašim, Vlasákova.

- 548	zrušení zastávky Zbiroh, Zámostí ve směru Hořovice

- 589	zrušení 4 párů spojů v pracovní dny Hořešovice – Líský

- 592	zrušení 3 párů spojů v pracovní dny na území města Slaný

- 686	mezi Křenicí a Pacovem jede linka nově přes Březí, U křížku

- 713	omezení víkendového provozu v návaznosti na posílení linky 412

- 715	nový ranní spoj v pracovní dny Klášter Hradiště nad Jizerou – Mnichovo Hradiště (převod z linky 738)

- 735	část spojů v pracovní dny nově nejede přes Rabakov

- 737	část spojů je nově zrychlena a nejede přes Hrdlořezy a Čistou

- 738	Nový pár spojů v pracovní dny odpoledne Mnichovo Hradiště – Dolní Bukovina,převod 1 ranního spoje na linku 715

- 759	zvýšení počtu spojů na závleku do místní části Zderadice městyse Maršovic

- 765	ve směru Sibřina se zřizuje zastávka Říčany, 5. května

- 792+849 Zrušení zastávky Zdislavice, U hřbitova.

### 1. července 2023
- 369 mezi Prahou a Mělníkem posílena o víkendu o 5 nových párů spojů, po celý den zajištěn pravidelný interval 30 minut.

- 535  zkrácena o úsek Hlavečník – Bílé Vchynice.

- 801 víkendové spoje převedeny na linku 802

- 802 Rozšíření víkendového provozu,převod spojů z linky 801. V Kutné Hoře nově je vedena  přes historické centrum a kolem městského nádraží).

- 954 o víkendových nocích  prodloužena o úsek Holubice - Kralupy nad Vltavou

### 1. září 2023
- 414 linka v trase Nádraží Veleslavín – Tuchoměřice, Outlet (POP Airport) – Terminál 1 (v provozu celotýdenně cca od 9:00 do 19:00, na lince jsou zavedeny také školní spoje v trase Středokluky, U Školy – Tuchoměřice, Obecní úřad – Tuchoměřice, Outlet – Nádraží Veleslavín)

### 2. září 2023
- 413 linka v trase Praha, Letňany – Nová Ves – Ledčice – Terezín, aut. nádr. – Litoměřice, aut. nádr. – Litoměřice, žel. st. horní (v provozu celodenně, celotýdenně, v úseku Litoměřice, aut. nádr. – Litoměřice, žel. st. horní jede pouze o víkendu) (Dopravce: ČSAD Střední Čechy )

### 3. září 2023
- 300 Zkrácení intervalů na okrajích přepravních špiček a v dopoledním období pracovních dnů. Část spojů v pracovní dny ráno je v Kladně zkrácena o úsek Náměstí Svobody – Energie. V pracovní dny ráno a odpoledne jsou zavedeny nové spoje v trase Nádraží Veleslavín – Hřebeč v intervalu cca 60 minut.

- 303 Vybrané školní spoje nově zajíždějí do nové zastávky Sibřina, škola.

- 316 	V úseku Holubice – Kralupy nad Vltavou je linka vedena nově všemi spoji přes zastávky Modrá Hvězda, Na Krétě, Čechova až V Zátiší (tedy stejně jako současné školní spoje) a nejede přes Hybešovu (nahrazeno novou linkou 856). V tomto úseku je zaveden víkendový provoz 2 páry spojů (náhrada za zkrácenou linku 646).

- 360 Zkrácení intervalu o víkendech ve vybraných obdobích na 60 minut.

- 361 Zavedení víkendového provozu v úseku Nový Knín – Dobříš (3 spoje), nový první ranní spoj o víkendech z Nového Knína do Prahy, nový školní posilový spoj odpoledne z Dobříše na Starou Huť.

- 368 Posílení provozu v ranní i odpolední špičce pracovních dnů.

- 370 Posílení provozu v pracovní dny v úseku Postřižín – Kralupy nad Vltavou jako částečná náhrada za omezenou linkou 663.

- 411 linka v trase Praha, Kobylisy – Zdiby – Zdiby, Holosmetky / Zdiby, Brnky (v provozu v pracovní dny cca od 6 do 20 hod.). (Dopravce: ČSAD Střední Čechy)

- 416	Linka přečíslována na 763 (Mladá Boleslav – Dobrovice, Chloumek).

- 417	Linka přečíslována na 764 (Mladá Boleslav – Mcely).

- 418	Linka  přečíslována na 775 (Mladá Boleslav – Horky nad Jizerou – Benátky nad Jizerou). Vybrané spoje v pracovní dny odpoledne jsou odkloněny do Benátek n. Jiz.

450	Víkendové spoje jedoucí přes Dobříš jsou zkráceny do Sedlčan a do Prahy dále vedeny jako linka 360 přes Štěchovice.
- 457	Zrušeny školní spoje přes zastávku Hybešova (nahrazeny novou linkou 856).

- 514	Zavedení víkendového provozu (2 páry spojů Dobříš – Županovice).

- 557	Nový 1 pár školních spojů Mukařov – Klokočná – Světice, škola (1 spoj ráno tam a odpoledne zpět). Posílení 1 páru školních spojů Svojetice – Stříbrná Skalice druhým autobusem.

- 646	 Linka je zkrácena o úsek Kralupy nad Vltavou, hřbitov – Holubice. Část spojů je zkrácena už do zastávky Kralupy nad Vltavou, žel. st. (nahrazeno novou linkou 856 a posílením linky 316).

- 657	Všechny spoje jsou nově vedeny až do/ze zastávky Odolena Voda, závod (prodloužení většiny spojů o úsek Baštěk – Odolena Voda, závod).

- 663	V pracovní dny je zrušena většina spojů Kralupy nad Vltavou – Úžice, logistické centrum. O víkendu jsou zrušeny 3 páry spojů a zbylé spoje nezajíždějí do zastávky Úžice, logistické centrum.

- 671	V souvislosti s otevřením nové školy v Přezleticích už školní linka nejede do Brandýsa n. L. ani do Zelenče, naopak je posílen provoz mezi Jenštejnem a Přezleticemi.

- 672	Nová linka v trase Hlásná Třebaň – Lety, K Libří – Dobřichovice, nádraží – Všenory, Horní Mokropsy (v provozu v pracovní dny cca od 6 do 18 hod.).

- 765	Vybrané školní spoje jsou prodlouženy do nové zastávky Sibřina, škola.

- 774	Linka je zrušena (Zdiby, Holosmetky – Zdiby, Brnky) a nahrazena prodloužením spojů do Prahy jako nová linka 411.

- 856  linka v trase Kralupy nad Vltavou, žel. st. – Kralupy nad Vltavou, Hybešova – Dolany nad Vltavou, Debrno – Tursko – Holubice – Otvovice – Zákolany (linka je v provozu v pracovní dny cca do 19 hod.).

862	Linka je z důvodu nízkého využití zrušena (Beroun, Aut. nádr. – Beroun, Bezručova – Beroun, Aut. nádr.).

### 11. září 2023
- 424 1 ranní školní spoj z Lošan do Kolína je prodloužen a jede již z Chotouchova

- 671 Linka je prodloužena do nové zastávky Přezletice, Panská pole

### 16 . října 2023
- 316 Zkrácení intervalů ve špičkách pracovních dnů (ráno na konci špičky a zavedením vložených spojů ve

směru do Prahy, odpoledne obousměrně z 12 na 10 minut) 
- 356 Zkrácení intervalů ve špičkách pracovních dnů (ráno na konci špičky a zavedením vložených spojů ve

směru do Prahy, odpoledne obousměrně z 12 na 10 minut). Spoje ukončené v zastávce Horoměřice, V Lipkách jsou prodlouženy do zastávky Horoměřice, Velká Brána.

### 23. října 2023
- 300 	Jsou zavedeny samostatné polookružní spoje Nádraží Veleslavín – Nové Vokovice – Nádraží Veleslavín jako náhrada za zkrácenou linku 225. Tyto spoje jsou v provozu v pracovní dny cca od 5:30 do 19:30 v intervalu 30 minut ve špičkách a 60 minut mimo špičky.

- 384,394,641	Pro spoje ve směru Zdice se zřizuje zastávka Králův Dvůr, Počaply, Plzeňská – tyto spoje už nejedou přes zastávky Králův Dvůr, Počaply, škola a Králův Dvůr, Počaply.

- 418 linka v trase Praha, Stodůlky – Jinočany, Logport. V provozu v pracovní dny cca od 5 do 18 hodin v intervalu 30 minut ve špičkách a 60 minut mimo špičky

- 861	Komplexní úprava jízdního řádu. 1 ranní školní spoj z Aut. nádr. jede nově již z Jarova. Zrušeny jsou první a poslední spoje. Změna sledu zastávek při průjezdu oblastí zastávek Viničná a Zahořanská, odpolední spoje ve směru z Aut. nádr. jedou mezi zastávkami Obchodní a Viničná nově přes Plzeňskou bránu a Wagnerovo náměstí.

### 30. října 2023
- 393	Ranní spoje z Prahy a odpolední spoje do Prahy jsou převedeny na linku 395.

- 395	Zkrácení intervalu v pracovní dny ráno z Prahy a odpoledne z Příbrami (převedení spojů z linky 393).

- 408 linka v trase Praha, Nádraží Klánovice-sever – Šestajovice, Balkán – Zeleneč – Svémyslice – Zápy – Brandýs n. L., nemocnice – Brandýs n. L., nádraží. V provozu v pracovní dny cca od 7 do 19 hodin

- 418 linka v trase Praha, Stodůlky – Jinočany, Logport. V provozu v pracovní dny cca od 5 do 18 hodin

v intervalu 30 minut ve špičkách a 60 minut mimo špičky 
- 467	Nový večerní spoj v pracovní dny z Mělníka do Mladé Boleslavi, zrušen 1 spoj v pracovní dny ráno z Mělnického Vtelna do Mělníka.

- 471	2 spoje v pracovní dny ráno do Mělníka nově nejedou přes Tuhaň a Červenou Písku.

- 476	Zrušeno zajíždění linky do Tišic (nahrazeno posílením linky 472), zrušeny 2 páry spojů v pracovní dny Všetaty, žel. st. – Čečelice.

- 484  1 nový spoj v pracovní dny ráno

- 668	Linka jede v nové trase Mělník – Malý Újezd – Liblice – Byšice – Mělnické Vtelno, Radouň – Chorušice – Velký Újezd / Stránka – Mšeno (nově nejede do Všetat), redukce víkendového provozu ze 3 párů spojů na 1 pár. V úseku Byšice – Všetaty je linka nahrazena prodloužením linky 747.

- 689	Zrušen 1 pár spojů v pracovní dny ráno Mšeno – Skalsko. Obsluha obcí Tajná a Ostrý zajištěna nově jiným spojem.

- 695	1 nový pár spojů v pracovní dny ráno z Mělníka do Mšena, 1 spoj v pracovní dny odpoledne z Mělníka jede nově přes Velký Borek a Lhotku a nejede přes Chloumek.

- 696	Celková změna jízdního řádu a úprava trasy jednotlivých spojů. Více spojů je vedeno přes Lhotku a Velký Borek a nejede přes Chloumek. Večerní pár spojů je převeden na linku 728.

- 712	Zrušeny 3 páry spojů v pracovní dny. Zaveden 1 posilový spoj v pracovní dny ráno z Katusic do Mladé Boleslavi.

- 728	Celková úprava provozu v pracovní dny a zrušení víkendového provozu, linka již nejede přes obec Tajná, nový večerní pár spojů v pracovní dny (převeden z linky 696).

- 729	Nový 1 pár spojů v pracovní dny dopoledne, poslední spoj z Mladé Boleslavi zkrácen o úsek Doubravička – Skalsko.

- 731	Vybrané spoje jsou prodlouženy o úsek Katusice – Březovice, zrušen 1 spoj v pracovní dny ráno z Mladé Boleslavi do Březovic.

- 747	Linka je prodloužena o úsek Byšice – Všetaty, žel. st. V tomto úseku je zavedeno 7 párů spojů v pracovní dny (náhrada za přetrasovanou linku 668).

- 775	 1 pár spojů v pracovní dny ráno prodloužen v Benátkách nad Jizerou o úsek Aut. st. – Husovo náměstí

### 10. Prosince 2023
- 306 Posílení provozu v pracovní dny v úseku Jeneč – Kladno jako náhrada za zrušenou linku 626. Nové spoje jedou na rozdíl od těch stávajících přes Kladno, Showa a Velké Přítočno, ObÚ.

- 319 Zkrácení linky o úsek Unhošť – Malé Kyšice.

- 322 Linka je zkrácena o úsek Kladno, Aut. nádr. – Slaný, aut. nádr. (nahrazeno novou linkou 616).

- 328 Kromě spojů v pracovní dny ráno ve směru do Prahy jede linka nově přes zastávku Čestlice, aquapark a nejede přes Čestlice, V Oblouku.

- 329 2 spoje v pracovní dny odpoledne ze Sídliště Skalka jedou nově až ze Skalky.

- 336 Linka je vedena v nové trase Zličín – Chrášťany, Scania-Label – Chýně, Žitná – Hostivice, Břve – Sobín –

Hostivice, Ve Vilkách. Rozsah provozu se nemění. 
- 340 Prodloužení víkendových spojů cca od 8:00 do 16:00 ve směru z Prahy o zastávku Roztoky, Levý Hradec.

- 347 Naprostá většina spojů v pracovní dny nově nezajíždí mezi Chýní a Hostivicí do Břvů (nahrazeno novou trasou linky 336).

- 353 Posílení provozu celotýdenně v úseku Zeleneč – Svémyslice.

- 385 Zkrácení intervalů v úseku Opatov – Nupaky, hotel v pracovní dny dopoledne z 60 na 30 minut a v pracovní dny odpoledne ze 30 na 20 minut.

- 386 Linka je nově vedena přes zastávky Na Hůrce a Hostivice, Palouky a nejede přes zastávku Hostivice, K Dálnici (náhrada za odkloněnou linku 336).

- 392 Převedení spojů, které v Dobříši měnily číslo na linky 450 nebo 520, na prodlouženou linku 420.

- 394 Zavedení víkendového provozu v sobotu dopoledne a v neděli odpoledne (jednosměrné spoje do Prahy v intervalu 60 minut).

- 400 Část víkendových spojů je prodloužena o úsek Nový Bor – Varnsdorf, vybrané spoje až do/z Rumburku.

- 413 Zkrácení víkendových spojů do zastávky Litoměřice, aut. nádr., zřízení zastávky Nová Ves, rozc.

- 415 Přečíslování linky v trase Praha, Sídliště Radotín – Karlík na 419.

- 419 Stávající linka v trase Příbram – Solenice – Milevsko je přečíslována na 480. Pod číslem 419 je nově  vedena přečíslovaná linka 415 v trase Praha, Sídliště Radotín – Karlík.

- 420 Linka je prodloužena o úsek Dobříš, náměstí – Praha, Smíchovské nádraží. Do tohoto úseku jsou převedeny spoje z linky 392, které v Dobříši mění číslo na 450 nebo 520.

- 427 Posílení provozu v pracovní dny v trase Mladá Boleslav – Rumburk.

- 433 Trvalé zkrácení spojů ze zastávky Nymburk, Zálabská do zastávky Nymburk, Zálabí PVT z důvodu komplikované průjezdnosti v dotčené oblasti.

- 474 Linka nově nejede přes zastávku Mělník, koupaliště, naopak všechny spoje nově zajíždějí do zastávky Mělník, MŠ Chloumek.

- 480 Stávající linka v trase Kostomlaty nad Labem – Lysá nad Labem je přečíslována na 897. Pod číslem 480 je nově vedena původní linka 419 v trase Příbram – Solenice – Milevsko.

- 510 Ve směru Smolotely se pro vybrané školní spoje zřizují zastávky Solenice, Větrov; Solenice a Dolní Hbity, Nepřejov.

- 523 Integrace stávající linky IDPK (Plzeň – Rožmitál p. Tř.) v úseku Spálené Poříčí – Rožmitál pod Třemšínem do PID (vzájemný přesah obou tarifů).

- 538 Linka je zkrácena o zastávku Městec Králové, žel. st.

- 540 Prodloužení vybraných spojů o úsek Dymokury – Záhornice.

- 598 Prodloužení vybraných spojů o úsek Městec Králové – Kněžice, Dubečno.

- 612 Přečíslování linky v trase Kladno, Aut. nádr. – Pchery – Velvary, nám. na 626.

- 616 Nová linka v trase Kladno, Sítná – Vinařice – Slaný, aut. nádr. jako náhrada za zkrácenou linku 322.

- 625 Mírné omezení provozu v pracovní dny, 3 nové páry víkendových spojů v trase Nové Strašecí – Rakovník s návazností na linku 417 z/do Prahy.

- 626 Stávající linka 626 v trase Jeneč – Kladno je zrušena a nahrazena posílenou linkou 306. Pod číslem 626 je nově vedena původní linka 612 v trase Kladno, Aut. nádr. – Pchery – Velvary, nám.

- 707 Linka je z Nových Dvorů prodloužena přes Svatý Mikuláš zpět do Kolína, omezení provozu v původním úseku.

- 718 Pro část spojů je zrušena zastávka Obrubce.

- 727 Pro 1 pár spojů v pracovní dny ráno se linka prodlužuje do zastávky Ralsko, Kuřivody.

- 782 Všechny spoje nově zajíždějí do zastávky Kutná Hora, žel. st. Vybrané školní spoje se prodlužují o úsek Kutná Hora, aut. st. – Kutná Hora, Žižkov, Fučíkova (náhrada za zkrácenou linkou 784). Vybrané odpolední  spoje jsou nově vedeny do zastávky Horka I, Svobodná Ves, horní.

- 783 Prodloužení linky o úsek Horka I, Svobodná Ves, horní – Kutná Hora, aut. st. po trase zkrácených linek 784 a 803. Nové posilové spoje Kutná Hora – Bernardov jako náhrada za zkrácenou linku 803.

- 784 Zkrácení linky o úsek Horka I – Kutná Hora, Žižkov, Fučíkova (nahrazeno linkami 782 a 783).

- 786+788 Linky jsou v Kutné Hoře vedeny mezi Hlouškou a Karlovem nově přes Šipší.

- 801 Linka je výrazně posílena a nově je v provozu také o víkendech. Mezi Poliklinikou a sídlištěm Šipší je nově vedena po trase linky 802 přes historické centrum a Městské nádraží a nejede přes Autobusové stanoviště.

Z Malína je linka vybranými spoji prodloužena do Hlízova. Vybrané spoje jsou vedeny také do oblasti  Vrchlice. Na linku jsou převedeny spoje ze zrušené linky 802. 
- 802 Linka je zrušena (Kutná Hora, Poličany – Hlízov, u váhy) a nahrazena posílenými a přetrasovanými linkami 801 a 803.

- 803 Linka je zkrácena o úsek Starý Kolín – Bernardov – Chvaletice (nahrazeno prodlouženými linkami 707 a 783) a na území Kutné Hory vedena v nové trase Poličany – Vrchlice, v cihelně – Žižkov, Fučíkova –

Kamenná kašna – Hlouška, Tylovo divadlo – Šipší, Jana Zajíce – Hlavní nádraží a dále směr Starý Kolín. 
Vybrané ranní spoje jedou k Poliklinice. Nová trasa linky částečně nahrazuje zrušenou linku 802. 
- 846 Většina spojů nově nezajíždí do zastávky Čechtice, Černičí.

- 897 Nové číslo pro stávající linku 480 v trase Kostomlaty nad Labem – Lysá nad Labem.

- 960 Noční linka je vedena v nové trase Budějovická – Kačerov – Stará Libuš – Písnice – Dolní Břežany, Náměstí – Zlatníky-Hodkovice, U Prodejny – Dolní Břežany, Lhota – Zvole – Březová-Oleško, Oleško.  Takto je v provozu 1 spoj ve směru z Prahy, ve směru do Prahy jede pouze 1 spoj v trase Dolní Břežany, Náměstí – Budějovická.

### 1. Ledna 2024
- 354 Většina spojů v pracovní dny nově nejede přes zastávku Jirny, DHL. Část spojů v pracovní dny je prodloužena do Nehvizd a část spojů v trase Černý Most – Jirny, DHL je zrušena. Naopak vybrané spoje o víkendu nově zajíždějí do zastávky Jirny, DHL (od 1. 1.).

### 3. Ledna 2024
- 370 1 spoj v pracovní dny ráno z Postřižína jede nově již z Veltrus.

- 411 Větší úpravy časových poloh spojů.

- 446 2 spoje v pracovní dny dopoledne ve směru Kytín jedou nově přes Chouzavou.

- 637 Večerní spoje jedou nově obousměrně také přes Halouny a ve směru Řevnice nejedou přes Zadní Třebaň.

- 663 Nový spoj v pracovní dny ráno z Odoleny Vody do Kralup.

### 15. Ledna 2024
- 629 Část spojů zajíždí do nové zastávky Stehelčeves, obchodní centrum. Tyto spoje jsou v úseku Stehelčeves,

ObÚ – Kladno, kolonie vedeny nově přes zastávky Buštěhrad, u školy a Kladno, Dvorská .

### 5. Února 2024
- 312 Prodloužení intervalu ve špičkách pracovních dnů, omezení provozu v úseku Tuchoměřice – Lichoceves.

- 356 Linka nově zajistí obsluhu Lichocevsi (namísto linky 409). Dále dochází k úpravě spojů a zkrácení intervalů ve vybraných úsecích.  Trasa linky: Praha, Bořislavka – Praha, Jenerálka – Horoměřice – Statenice (– Lichoceves / – Tuchoměřice

– Praha, Obchodní centrum Ruzyně) 
- 409 Linka je vedena v nové trase (Praha, Suchdol –) Velké Přílepy – Úholičky, žel. zast. V Praze prodloužena o úsek Suchdol – Suchdolské náměstí, ve Středočeském kraji o úsek Velké Přílepy – Úholičky, žel. zast.

Ruší se obsluha Lichocevsi (nově zajištěna linkou 356).  Trasa linky: (Praha, Suchdol – Horoměřice, Lidl – Statenice, Černý Vůl –) Velké Přílepy – Úholičky, žel. 
zast

### 3. Března 2024
- 322  Vybrané spoje v pracovní dny jsou zkráceny o úsek Hřebeč – Kladno, Aut. nádr. nebo o část úseku na území Kladna.

- 328      Zrušena zastávka Dobřejovice, Čestlická; všechny spoje jedou nově přes novou zastávku Dobřejovice, Košumberk.

- 330     Posílení v úseku Kladno, aut. nádr. – Kladno, Havlíčkovo náměstí ve špičkách PD (ve směru do Prahy ráno a ve směru z Prahy odpoledne). Posun večerního páru spojů v trase Nádraží Veleslavín – Kladno, Havlíčkovo nám.

- 344     Nový spoj v pracovní dny ráno Horoušany, Horoušánky, U Tří svatých – Černý Most.

- 413     1 nový pár spojů Praha – Litoměřice na konci ranní špičky pracovního dne.

- 441     Část spojů v pracovní dny je vedena v Jílovém u Prahy po novém obchvatu přes zastávky Kovo; Průmyslová; Za Humny; Pražská a nejede přes zastávku Učiliště.

- 444    Část spojů v pracovní dny a všechny spoje o víkendech jsou vedeny v Jílovém u Prahy po novém obchvatu přes zastávky Kovo; Průmyslová; Za Humny; Pražská a nejedou přes zastávku Učiliště.

- 445    Část spojů v pracovní dny ráno a odpoledne je vedena v Jílovém u Prahy po novém obchvatu přes zastávky Kovo; Průmyslová; Za Humny; Pražská a nejede přes zastávku Učiliště. Část spojů v pracovní dny dopoledne je prodloužena o úsek Zahořany – Jílové u Prahy, náměstí.

- 461     1 pár spojů v pracovní dny odpoledne zkrácen o úsek Velké Popovice, pivovar – Velké Popovice, Lojovice. Spoj v pracovní dny odpoledne ze Strančic jede nově také přes Dolní Lomnici.

- 466    Spoj v pracovní dny odpoledne z Kralup jede nově také přes Vraňany a Lužec.

- 520    Spoj v pracovní dny odpoledne z Dobříše jede nově také přes Obořiště a Ouběnice.

- 627    Zrušen 1 spoj v pracovní dny odpoledne ze Slaného do Smečna.

- 696    Spoje vedené do/ze zastávky Mělnické Vtelno, Vysoká Libeň jsou prodlouženy o úsek Vysoká Libeň – Mělnické Vtelno. 1 spoj v pracovní dny odpoledne z Mělníka jede nově přes Velký Borek a nejede přes Chloumek.

- 725    Nedělní spoj z Markvartic jede nově také přes Martinovice a Sukorady.

- 761    Změna provozu odpoledních spojů v pracovní dny: spoje jsou nově vedeny polookružně v trase Velké Popovice, Todice – Lojovice – Řepčice – Všedobrovice – Velké Popovice, Todice (část spojů jede v opačném pořadí); zkrácení odpoledního intervalu z Velkých Popovic z cca 90 minut na cca 60 minut. Zřizuje se zastávka Petříkov, rozcestí.

- 776    Ranní školní spoj přes Chabeřice jede nově také přes Holšice.

- 782    1 pár spojů v pracovní dny odpoledne je prodloužen o úsek Svobodná Ves – Vrdy.

- 783    Spoj v pracovní dny ráno do Čáslavi nově zajíždí do Druhanic.

- 784    1 pár spojů v pracovní dny odpoledne prodloužen o úsek Semtěš – Svobodná Ves.

- 794    Pro víkendové spoje se zřizuje zastávka Trhový Štěpánov, ObÚ a ruší zastávka Trhový Štěpánov, náměstí.

- 844    Kromě 1 páru ranních spojů v pracovní dny se pro všechny spoje ruší zastávka Trhový Štěpánov, náměstí.

- 846    Nový 1 pár spojů v pracovní dny odpoledne Ledeč nad Sázavou – Dolní Kralovice.

### 1. Dubna 2024
- 302 Nový spoj v pracovní dny ráno z Přezletic, Kocandy do Letňan.

- 415 Změna trasování linky v Žatci: ruší se zastávky Žatec, Radíčeves; Žatec, Červený hrádek a Žatec, sokolovna. Zavádí se zastávky Měcholupy, škola; Holedeč, Holedeček; Žatec,

Volyňských Čechů OSP a Žatec, Svatopluka Čecha. 

### 2. Dubna 2024
- 365  Posílení provozu ve špičkách pracovních dnů v úseku Motol – Unhošť, nám.; vybrané nově  zavedené spoje jsou ukončeny již v zastávce Hostivice, Ve Vilkách. Zavedení zastávky Hostivice, K Dálnici pro vybrané spoje ve špičkách pracovních dnů.

### 27. Dubna 2024
- 668  2 nové páry víkendových spojů Mšeno – Byšice, které dále pokračují jako linka 747 do/z Všetat, žel. st. Zrušen dosavadní nedělní pár spojů Mělník – Mšeno.

- 697 Ruší se zastávka Doksy, Zbyny, křižovatka a zavádí se zastávka Doksy, Zbyny, náves.

- 747 2 nové páry víkendových spojů Všetaty, žel. st. – Byšice, které dále pokračují jako linka 668 do/ze Mšena.

### 1. Května 2024
- 519 v rámci pilotního projektu zaveden nástup všemi dveřmi ( Sedlčany - Votice)

- 705 v rámci pilotního projektu zaveden nástup všemi dveřmi ( Poděbrady - Čáslav )

### 1. Července 2024
- Zavedení režimu všechny autobusové a trolejbusové zastávky NA ZNAMENÍ.

- 386 2 páry víkendových spojů jsou prodlouženy o úsek Bratronice – Dolní Bezděkov

- 629 Změna trasy mezi Kladnem a Buštěhradem (linka nově jede přes Sítnou, Hvězdu a nové zastávky v průmyslové zóně ,nejede přes staré Kročehlavy a Dubí). Nové večerní spoje v pracovní dny do/ze zastávky Buštěhrad, Třinecká

### 9. Srpna 2024
- •888  zavedení pilotní linky na Českobrodsku v rámci poptávkové dopravy HALLO PID. ( V provozu ve všední dny od 20:30 do 0:30) ( Dopravce: Lutan s.r.o. ).

### 1. Září 2024
- 303 1 pár spojů v pracovní dny odpoledne je nově veden přes zastávku Sibřina, škola.

- 317 Část spojů v trase Smíchovské nádraží – Mníšek pod Brdy, nám. je převedena na linku 320.

- 319 Linka je přečíslována na 429 a zároveň prodloužena o úsek Terminál 1 – Nádraží Veleslavín. Číslo 319 je použito pro novou rychlíkovou linku Praha, Smíchovské nádraží – Mníšek pod Brdy, nám. – Příbram,

Březové Hory. Část spojů je vedena v trase Smíchovské nádraží – Mníšek pod Brdy, Žel. zast. Rymaně, část spojů v trase Smíchovské nádraží – Mníšek pod Brdy, U Šibence. Vybrané spoje jsou vedeny v celé trase Smíchovské nádraží – Příbram, Březové Hory. 
- 320 Linka je v trase Smíchovské nádraží – Mníšek pod Brdy, Stříbrná Lhota posílena a v úseku Smíchovské nádraží – Mníšek pod Brdy, nám. je na ni převedena část spojů dnešní linky 317. Spoje v trase Praha, Smíchovské nádraží – Mníšek pod Brdy, Žel. zast. Rymaně jsou převedeny na nově trasovanou linku 319.

Mezi Prahou a Klíncem, hl. sil. jsou přidány zastávky shodně s linkou 317. 
- 350 Zkrácení intervalů v úseku Okoř – Kladno, OAZA v pracovní dny (navýšení počtu spojů v tomto úseku cca na dvojnásobek).

- 375 Obousměrně zřízena zastávka Brandýs n. L.-St. Boleslav, Na Panském.

- 391 Linka je prodloužena do nové zastávky Úvaly, OC Pražská. Nový spoj v pracovní dny ráno Sídliště Rohožník – Nádraží Klánovice, nový spoj v pracovní dny odpoledne Úvaly, žel. st. – Květnice. Pro linku se na Území Úval na silnici 1/12 zřizuje zastávka Úvaly, U Přeložky.

- 395 Úprava spojů v pracovní dny v návaznosti na zavedení nové linky 319.

423 Prodloužení víkendových spojů přes nové zastávky Úvaly, OC Pražská a Úvaly,MŠ Pražská.
- 429 Stávající linka 429 (Poříčany – Semice) je přečíslována na 698. Nová linka 429 pojede v trase Praha, Nádraží Veleslavín – Praha,Terminál 1 – Kněževes, U Nádraží – Dobrovíz, Komerční zóna – Hostouň –

Pavlov, žel. zast. – Unhošť, nám., která vznikla přečíslováním a prodloužením linky 319. Oproti lince 319 je prodloužena o úsek Terminál 1 – Nádraží Veleslavín a mezi středočeskými obcemi vede přímější trasou. Nově obsluhuje zastávku Dobrovíz, Komerční zóna. 
- 450 Zrušení zastávky Svaté Pole, Budínek (nahrazeno linkou 514).

- 466 U vybraných spojů v pracovní dny je obnovena obsluha Spomyšle.

- 478 Obousměrně zřízena zastávka Brandýs n. L.-St. Boleslav, Na Panském.

- 497 Nový ranní školní spoj Nymburk, hl. nádr. – Nymburk, kino se zajištěním přestupu od linky 676.

- 557 Odpolední školní spoj ze Stříbrné Skalice je v úseku Stříbrná Skalice – Mukařov posílen dalším autobusem.

- 558 Vybrané spoje nově pokračují jako linky 566 do/z Votic.

- 566 Nový 1 pár spojů v pracovní dny dopoledne, který pokračuje po lince 558 do/z Bystříce. Pro tyto spoje zřízena zastávka Olbramovice, u svatých.

- 621 Nová linka v trase Hostouň – Dobrovíz, Komerční zóna – Kněževes – Středokluky, u školy. V provozu pouze vybrané spoje v pracovní dny jako náhrada za část spojů linky 319.

- 622 Nová trasa linky: Číčovice, Velké Číčovice – Okoř – Libochovičky – Dřetovice- Stehelčeves, ObÚ – Zájezd – Buštěhrad, u školy – Kladno, Dvorská – Kladno. Sokolovna – Kladno, Aut. nádr. (v návaznosti na již

realizovanou změnu na lince 629).
- 655 Změna trasy v Úvalech pro obsluhu nové zastávky OC Pražská. Nový spoj v pracovní dny ráno z Brandýsa n. L. do Čelákovic (spoj jede již ze Sudova Hlavna jako linka 670).

- 659 1 spoj v pracovní dny ráno z Vlkančic do Českého Brodu jede nově již ze Stříbrné Lhoty.

- 667 Spoje ve směru Brandýs n. L., které jedou přes Otradovice, nově zastavují také v zastávce Skorkov, Otradovice, křižovatka.

668+747 Posun večerního víkendového spoje Všetaty – Mšeno do pozdější časové polohy a zřízení přestupu s linkou 467 od Mladé Boleslavi
- 670 Nový spoj v pracovní dny ráno Sudovo Hlavno – Brandýs n. L., Nádraží, který dále pokračuje jako linka 655 do Čelákovic.

- 671 Pro nové školní spoje zřízena varianta trasy Záryby, Martinov – Polerady – Brázdim, Nový Brázdim – Přezletice, Panská pole (1 spoj ráno tam a 2 spoje odpoledne zpět).

- 698 Nové číslo pro linku 429 (Poříčany – Semice).

- 702 Prodloužení 1 páru spojů v pracovní dny ráno o úsek Červené Pečky, Bořetice, u rybníka – Suchdol. Školní spoj ze Suchdola do Kolína bude současně v Kolíně variantně veden přes zastávky Kolín, u Červených; Kolín, Družstevní dům; Kolín, banka a Kolín, poliklinika (obdobně jako linka 681).

- 743 2 páry spojů jsou nově vedeny přes zastávky Čáslav, nem. a Čáslav, obchodní centrum.

- 876 Nová školní linka v trase Brandýs n. L.-St. Boleslav, aut. st. – Neratovice, Lobkovice, škola (1 spoj ráno tam a 1 spoj odpoledne zpět).

961Nová noční linka v trase Praha, Smíchovské nádraží – Mníšek pod Brdy, náměstí – Dobříš, náměstí (1 pár spojů celotýdenně). 

### 1. Prosince 2024
Od 1.Prosince 2024 došlo ve Středočeském kraji k výměnám dopravce na základně vypsané soutěže. Nově zvolení dopravci linky budou provozovat do konce listopadu 2034.
- 300 Část spojů celotýdenně je prodloužena o úsek Kladno – Libušín – Svinařov – Smečno, ruší se zastávka Kladno, Energie

- 302 Pro vybrané spoje zřízení polookružní trasy linky Praha,Letňany - Přezletice - Veleň - Praha,Letňany

- 307 Posílení víkendového provozu

- 316 Posílení provozu nasazením kloubových vozidel na všechny či vybrané spoje

- 323 Vybrané spoje jsou prodlouženy o úsek Koleč - Želenice

- 327 Posílení provozu v úseku Osnice - Jesenice

- 328 Přes Herink a Modletice jedou nově i všechny ranní a dopolední spoje ve směru Doubravice.

- 332 Posílení provozu v pracovní dny ráno

- 333 Posílení provozu nasazením kloubových vozidel na všechny či vybrané spoje

- 337 Posílení provozu nasazením kloubových vozidel na všechny či vybrané spoje

- 338 V letní sezóně o víkendech plošné nasazení kloubových autobusů na všechny spoje

 * 348 Linka je zkrácena o úsek Praha, Ládví - Praha, Bulovka
- 349 Posílení provozu plošným nasazením vozidel délky 15 m na všechny spoje celotýdenně

- 354 Prodloužení o úsek Nehvizdy - Mochov a převedení části spojů z linky 398

- 357  Omezení provozu v pracovní dny odpoledne v úseku Praha, Opatov –Průhonice

- 360 Posílení víkendového provozu

- 363 Zrušení víkendových posilových spojů v trase Praha, Opatov – Průhonice

- 369 Posílení provozu nasazením kloubových vozidel na všechny či vybrané spoje

- 370 Posílení provozu v úseku Praha - Odolena Voda - Postřižín ve špičkách pracovní dnů, v sobotu a neděli

- 371 Posílení provozu nasazením kloubových vozidel na všechny či vybrané spoje

- 372  Posílení provozu v úseku Praha - Odolena Voda - Postřižín ve špičkách pracovní dnů, v sobotu a neděli

- 377 Celotýdenní posílení provozu v obci Polerady, Posílení víkendového provozu

- 380 Posílení provozu nasazením kloubových vozidel na všechny či vybrané spoje.

- 384 Posílení provozu plošným nasazením vozidel délky 15 m na všechny spoje celotýdenně

- 385  Celotýdenní posílení provozu v úseku Praha - Nupaky (- Říčany). Všechny spoje jsou nově vedeny i přes zastávku Průhonice.

- 386 Část víkendových spojů je prodloužena o úsek Bratronice - Kladno, Aut.nádr.

- 388 Posílení provozu garantovaným nasazením vozidel délky 15 m na vybrané spoje

- 389 Posílení provozu garantovaným nasazením vozidel délky 15 m na vybrané spoje

- 390 V letní sezóně o víkendech plošné nasazení kloubových autobusů na všechny spoje

- 393  Posílení provozu plošným nasazením vozidel délky 15 m na všechny spoje celotýdenně

- 394 Posílení provozu plošným nasazením vozidel délky 15 m na všechny spoje celotýdenně

- 395 Posílení provozu plošným nasazením vozidel délky 15 m na všechny spoje celotýdenně,Posílení víkendového provozu

- 398 Posílení provozu nasazením kloubových vozidel na všechny či vybrané spoje

- 399 Posílení provozu nasazením kloubových vozidel na všechny či vybrané spoje,

Linka je zkrácena o úsek Kladno – Smečno a v Kladně je nově ukončena v zastávce Energie (nahrazeno prodloužením linky 300)
- 401  Zrušena varianta linky do Třeboně.

- 402  Posílení provozu nasazením vozidel délky 15 m na všechny spoje v pracovní dny a výrazné posílení provozu o víkendu v úseku Praha – Ostředek – Zruč n. S. – Zbraslavice

- 406   Posílení provozu garantovaným nasazením vozidel délky 15 m na vybrané spoje

- 415 Zavedení zrychlených spojů ve špičkách pracovních dnů v úseku Zličín – Krupá

- 421 linka přečíslována na 821 ( Kolín - Svojšice - Kouřim - Sázava )

- 423 linka přečíslována na 823 (Jirny - Úvaly - Škvorec - Doubravčice )

- 424 linka přečíslována na 824 ( Kolín - Toušice - Kouřim - Ždánice )

- 425 linka přečíslována na 825 ( Mořinka - Králův Dvůr )

- 426 linka přečíslována na 826 ( Pečky -

- 427 Posílení provozu v pracovní dny v úseku Mimoň – Mnichovo Hradiště, část spojů nově zajíždí do Horné Rokyté.

- 428 +765 sloučení linek  Pod označením 765 přímé spojení v relaci Sibřina - Říčany - Sulice - Jesenice

- 447  Linka nově obslouží část Voznice, Chouzavá (namísto linky 446)

- 449 Část spojů v trase Bratřínov – Řitka převedena na novou linku 748.

- 452 O víkendech je linka provozována také v úseku Votice - Mladá Vožice

- 456 linka přečíslována na  858.

- 457 linka  přečíslována na 857.

Posílení provozu v pracovní dny pro sídliště U Cukrovaru + část víkendových spojů je o víkendech prodloužena o úsek Kralupy nad Vltavou, Minice – Dolany n.Vlt., Debrno – Kralupy nad Vltavou,hřbitov - Kralupy nad Vltavou,žel.st.
- 463 O víkendech je linka provozována také v úseku Seletice - Rožďalovice - Městec Králové

- 498  Posílení provozu nasazením kloubových vozidel na všechny či vybrané spoje

- 499 Posílení provozu nasazením kloubových vozidel na všechny či vybrané spoje

- 528  Zavedení večerního provozu v pracovních dnech

- 531 Posílení školního spojení do Příbrami díky nasazení výhradně standardních vozů, nová školní posila v trase Hořovice – Příbram; zřízení večerního návozu do firem v Čenkově kolem desáté večerní ve směru Hořovice a zpřehlednění přestupních vazeb na 640 v Jincích

- 532 Posílení provozu v úseku Votice, žel.st. - Votice, Beztahov

- 555 Zrušení zastávky „Doksy,rozcestí“ (zastávku nově obslouží pouze linka 618)

- 586 Zavedení víkendového provozu v relaci Slaný -  Malíkovice

- 587  Zrušení víkendového provozu (zajištěno linkou 580)

- 592 linka přečíslována na 708 ( Panenský Týnec - Klobuky - Slaný ).

- 600 Zrušení zastávky „Doksy,rozcestí"

- 619 Zrušení zastávky „Doksy,rozcestí“

- 620 Zrušení zastávek „Kladno,Kübeck „Kladno,průmyslová“ a „Kladno,Poldi“ (linky nově obslouží zastávku „Kladno,Na kopci“)

- 622  Prodloužení vybraných spojů v úseku Okoř - Velké Přílepy

- 625 Zrušení zastávky „Doksy,rozcestí“

- 626 Zrušení zastávek „Kladno,Kübeck „Kladno,průmyslová“ a „Kladno,Poldi“ (linky nově obslouží zastávku „Kladno,Na kopci“)

- 629 linka přečíslována na  624 ( Bratronice,Dolní Bezděkov - Kladno )

- 639  Zavedení víkendového provozu v úseku Hostomice - Dobříš; posílení večerního provozu do Hostomic

- 640  Zvýšení počtu přímých spojů na/z linky 641 pro přímé spojení do Berouna; zpřehlednění přestupů na/z 531 v Jincích

- 641  Zavedení večerního provozu v úseku Hořovice - Zdice

- 642  Nové spoje v souvislosti s večerním provozem linky 639

- 659  Posílení provozu v úseku Vlkančice - Stříbrná Skalice

- 688  Posílení provozu a prodloužení o úsek Nový Knín - Dobříš

- 702 Většina spojů v pracovní dny prodloužena o úsek Bořetice - Suchdol, víkendové spoje prodlouženy o úsek Opatovice - Suchdol

- 705  Posílení provozu nasazením kloubových vozidel na všechny či vybrané spoje

- 729 Část spojů je zkrácena do Doubravičky, část spojů prodloužena do Borče,Žebic

""748"" Nová linka Bratřínov - Mníšek pod Brdy - Řitka (část původní linky 449)
- 754 Posílení víkendového provozu

- 755  Prodloužení víkendových spojů do Rabyně

- 757 Linka je posílena a prodloužena o úsek Bystřice, Jarkovice - Bystřice, žel.st.; pro vybrané spoje zřízena varianta trasy přes Maršovice a Olbramovice do Votic

- 769 Linka je prodloužena o úsek Rokytovec - Mladá Boleslav aut.st.

- 770  Posílení provozu v úseku Benešov – Ostředek ve špičkách pracovních dnů

- 796  Posílení provozu v pracovní dny

- 841 linka přečíslována na 750 ( Benešov - Načeradec )

Od 1.12.2024 se v rámci pilotního projektu  rozšiřuje nástup všemi dveřmi na linkách:
- 481 Soběšín - Uhlířské Janovice - Kutná Hora - Čáslav

- 484 Úvaly,Žel.st.- Horoušany - Úvaly,Žel.st.

- 785 Kácov - Malešov - Kutná Hora – Kolín

- 805 Zruč nad Sázavou - Zbraslavice - Kutná Hora – Kolín

- 823  Jirny - Úvaly - Škvorec – Doubravčice (původně 423)

- 858 Slaný - Koleč - Libčice nad Vltavou (původně 456)

Zkušební provoz pokračuje i nadále na linkách:
- 519  Sedlčany - Votice
- 705  Poděbrady - Kolín - Kutná Hora - Čáslav

### 15. Prosince 2024
- 425 Nová linka  v trase Praha, Černý Most – Městec Králové, nám. – Hořice, aut. st. – Dvůr Králové nad Labem, pošta – Trutnov – Pec pod Sněžkou. V provozu 7 párů spojů celotýdenně v trase Praha – Trutnov,

1 pár spojů o víkendech v trase Praha – Pec pod Sněžkou a 1 pár spojů celotýdenně v trase Praha – Městec Králové.
- 433 1 spoj v pracovní dny ráno ze zast. Nymburk, Dopravní jede nově již ze zast. Nymburk, Hl. nádr.

- 466 Vybrané spoje jedou nově přes Vepřek, 1 spoj v pracovní dny odpoledne do Mělníka jede nově také přes Vraňany.

- 501 1 spoj v pracovní dny odpoledne zkrácen o úsek Jiráskovy sady – Drkolnov.

- 502 1 pár spojů v pracovní dny ráno je prodloužen o úsek Zdaboř, Komerční zóna – Žežice. Část odpoledních spojů v pracovní dny je prodloužena o úsek Zdaboř, Žežická – Zdaboř, Komerční zóna.

- 505 Zrušen první ranní pár spojů v pracovní dny do/z Orlova.

- 507 1 spoj v pracovní dny ráno a 1 spoj odpoledne zkrácen o úsek Slivických bojovníků – Zdaboř, Žežická.

- 508 1 spoj v pracovní dny odpoledne zkrácen o úsek Šachetní – Svatá Hora.

- 565 Zrušen poslední odpolední pár spojů v pracovní dny v trase Jiráskovy sady – Slivických bojovníků.

- 594 1 spoj v pracovní dny odpoledne ze Slaného je prodloužen o úsek Jarpice – Šlapanice.

- 595 1 spoj v pracovní dny odpoledne z Jarpic jede nově až ze Šlapanic.

- 661 Vybrané spoje v pracovní dny jsou prodlouženy o část trasy, nový spoj v pracovní dny odpoledne ze Semic do Lysé nad Labem. Zrušen 1. spoj v pracovní dny z Kounic do Starého Vestce.

- 700 Spoj v pracovní dny z Harrachova je zkrácen a nově začíná až v Tanvaldu. Přes zastávku Turnov, Hrubý Rohozec jede více spojů.

- 720 1 pár spojů v pracovní dny prodloužen o úsek Vysoké nad Jizerou – Horní Rokytnice; vybrané spoje jednou nově přes zastávku Malá Skála, Křížky.

- 730 Zrušení obsluhy zastávky Slaná, Bořkov.

- 747 1 pár spojů v pracovní dny ráno zkrácen o úsek Mělník, Slovany – Skuhrov.

- 765 Vybrané spoje ráno ve směru Jesenice a odpoledne ve směru Sibřina jsou v Říčanech nově vedeny přes Sídliště Olivovna a Rychtu a nejedou přes Nemocnici.

- 775 1 spoj v pracovní dny ráno z Mladé Boleslavi jede nově také přes Kosořice a Smilovice.

- 781 Nový pár spojů v pracovní dny odpoledne Čáslav – Vrdy.

- 797 Zrušení obsluhy zastávky Vranov, Vranovská Lhota, u kovárny.

- 823 1 spoj v pracovní dny večer do Škvorce jede nově variantou trasy přes Úvaly, OC Pražská.

### 1. Ledna 2025
- 317  nový ranní pár spojů do/z Dobříše

- 318 nový ranní spoj z Jíloviště do Prahy, naopak zrušen 1 ranní spoj v opačném směru

- 319 zrušen 1 ranní spoj z Mníšku pod Brdy do žel.zast. Rymaně

- 401 na trase linky se obousměrně zřizují zastávky Tábor, Náchodské sídliště; Tábor, U Reálky; Tábor, Křižíkovo nám.; Tábor Na Kopečku

- 427  1 odpolední spoj z Mladé Boleslavi jede do Mimoně nově přes Hvězdov

- 466: Větší změny spojů v pracovní dny ráno kvůli stabilizaci provozu školních spojů

- 470 nový ranní školní spoj z Hostína u Vojkovic do Kralup

- 474 Vybrané spoje v pracovní dny odpoledne se zkracují o úsek Chloumek – Kokořín a nově jsou ukončeny v zastávce MŠ Chloumek

- 532 zřízeny zastávky Jankov, pivovar a Jankov, Otradovice; spoje jedoucí přes tyto zastávky, už nejedou přes Ratměřice, Nosákov a Odlochovice

- 545 1 spoj v pracovní dny večer z Hořovic se prodlužuje o úsek Zaječov - Olešná

- 558 1 pár spojů v pracovní dny dopoledne prodloužen o úsek Olbramovice, žel.st. - Votice, aut.st.

- 589 vybrané spoje v pracovní dny nově zajíždějí do Hořešoviček, zrušena zastávka Smolnice, rozc.

- 646  obousměrně zřízena zastávka Kralupy nad Vltavou, obchodní centrum a nový ranní spoj z Veltrus do Kralup.

- 656 větší úpravy školních spojů ráno, nový posilový školní spoj odpoledne z Líbeznic do Čakoviček

- 740  2 ranní spoje z Čáslavi vynechávají část zastávek kvůli eliminaci zpoždění

- 841 Zavádí se linka PID v trase Vlašim, Hrazená Lhota – Vlašim, záv.

Nahrazuje současnou linku MHD Vlašim 1
Linka přebírá provozní parametry původní linky MHD 1
Na lince platí Tarif PID a zároveň místní tarif MHD Vlašim

### 1. Února 2025
- 845 spoj ve 14:10 z Dolních Královic do Zruče nad Sázavou  je nově výchozí již ve 14:08 a jede variantou trasy přes zastávku  Horka  II,Buda  a naopak vynechává zastávky Zruč nad Sázavou,Domahoř,rozc. a Zruč nad Sázavou,průmyslová zóna Jih

- 846Na lince se ruší zastávky Kožlí,Bohumilice, Kožlí,Přemilovsko, Kožlí,Sechov, Kožlí, Sechov,II a Ledeč nad Sázavou,Podolí  (nahrazeno novou linkou VDV 231)

Školní spoj Dolní Kralovice (7:00) – Ledeč nad Sázavou, Sídl.Plácky (7:39) nově obslouží zastávku Ledeč nad Sázavou, Sídl.Plácky již dříve a bude ukončen v zastávce Ledeč nad Sázavou, Husovo náměstí
- VDV 231 Zavádí se nová linka VDV v trase Ledeč nad Sázavou, Husovo náměstí – Kožlí,Sechov – Ledeč nad Sázavou, Husovo náměstí. Linka nahrazuje přetrasovanou linku PID 846. Na lince  neplatí na ní tarif PID, pouze tarif VDV!

### 3. Února 2025
- 888 (PID HALO)  linka rozšířena o nová města, obce

nebo jejich částí: Borek, Dobré Pole, Hřiby, 
Chotouň, Chotýš, Kouřim, Království, Kšely, 
Lipany, Močedník, Mrzky, Nová Ves II, 
Skramníky, Třebovle, Vitice. 

### 2. Března 2025
- 350  Nový spoj celotýdenně večer v trase Dejvická – Velké Přílepy (zkrácení souhrnného intervalu s linkou 340 z Prahy v tomto období na 30 minut).

- 383  Nový první spoj o víkendech Háje – Říčany, Radošovice, Haškova.

- 392 Spoj Smíchovské nádraží (7:03) – Příbram,aut.nádr. (8:26) je nově rozdělen na dva spoje

Smíchovské nádraží (7:03) – Dobříš,nám. (7:40)
Dobříš,nám. (7:55) – Příbram,aut.nádr. (8:39)
- 395  Vybrané spoje celotýdenně jsou prodlouženy do zastávky Příbram, Březové Hory.

- 440  1 nový pár spojů v pracovní dny večer.

- 450  1 spoj v pracovní dny ráno z Petrovic nově zajíždí do Obděnic.

- 451  Zkrácení víkendových spojů Sedlec-Prčice,nám. – Votice,žel.st. do/z zastávky Votice,aut.st. (v souvislosti se změnou na lince 452)

- 452 Úpravy časových poloh spojů celodenně celotýdně pro zlepšení zajištění návazností na vlaky v Olbramovicích

- 453  O víkendech zrušena obsluha Ostrova a Hradiště.

- 474  Do zastávky Mělník, MŠ Chloumek nově zajíždějí všechny spoje obousměrně.

- 532  Mírné omezení provozu ve prospěch linky 550.

- 546 Zavedení zastavování spojů v zastávce Těně, rozc. (nyní Olešná, rozc.Těně)

- 550  Mírné posílení provozu v pracovní dny, víkendové spoje nově zajíždějí do Roudného.

- 553 Celková reorganizace jízdního řádu linky v souvislosti s úpravou provozu v oblasti

- 546  Linka nově zastavuje v zastávce Těně, rozcestí.

- 554  Nový 1 pár spojů v pracovní dny ráno Votice, aut. st. – Votice, Kaliště, zrušení posledních spojů v pracovní dny Votice, aut. st. – Votice, Kaliště.

- 594  1 spoj v pracovní dny ráno z Jarpice je zkrácen a jede až z Poštovic.

- 595 1 spoj v pracovní dny ráno z Velvar zkrácen o úsek Poštovice – Jarpice.

- 641  Sjednocení trasy 2 ranních školních spojů v pracovní dny ze Zdic do Berouna.

- 642  1 spoj v pracovní dny odpoledne z Hořovic zkrácen do zastávky Jince, náměstí.

- 650 1. spoj v pracovní dny ráno ze Zlonic jede nově až z Radešína.

- 730 Zavedení víkendového spoje Vítkovice,ObÚ (10:10) – Vítkovice,Horní Mísečky (10:27)

- 841  1 pár dopoledních spojů celotýdenně nově zajíždí přes nové zastávky Vlašim, sídliště-Družstevní a Vlašim, sídliště-Severní.

- 959  Nový noční spoj celotýdenně v trase Háje – Říčany, Olivovna.

### 1.Dubna 2025
- 343    Nový školní spoj v pracovní dny odpoledne Jirny, Kulturní dům – Jirny. Nové Jirny, Hájovna.

- 353    1 ranní školní spoj ve směru Černý Most nově obsluhuje zastávku Jirny, kulturní dům.

- 359    V zastávce Únětice linka zastavuje nově také ve směru Roztoky.

- 464    1 spoj v pracovní dny odpoledne z Horních Beřkovic jede v úseku Spomyšl – Mělník nově po trase linky 466. Místo něj je v úseku Spomyšl – Mělník zaveden nový spoj, který je pokračováním linky 466 z Kralup.

- 466    1 spoj v pracovní dny odpoledne z Kralup jede v úseku Spomyšl – Mělník nově po trase linky 464. Místo něj je v úseku Spomyšl – Mělník zaveden nový spoj, který je pokračováním linky 464 z Horních Beřkovic. 3 spoje v pracovní dny odpoledne z Kralup nad Vltavou, žel. st. jedou již ze zastávky Kralupy nad Vltavou, Kulturní dům.

- 471    Linka je nově všemi spoji vedena přes zastávku Neratovice, sídliště.

- 687    Linka je mezi Zbraslavicemi a Radvančicemi nově vedena přes Štipoklasy (ruší se zastávka Zbraslavice, Radvančice, rozc. a zřizují se zastávky Zbraslavice, žel. st.; Zbraslavice, letiště; Štipoklasy).

- 742    Většina spojů nově nezajíždí do Dědic.

- 780    1 spoj v pracovní dny odpoledne z Třemošnice zkrácen o úsek Žleby, nám. – Čáslav, aut. st. (nahrazen linkou 781).

- 781    Nový spoj v pracovní dny ráno Žleby, škola – Vinaře – Žleby, nám. Nový spoj v pracovní dny odpoledne Žleby, nám. – Čáslav, aut. st. (převeden z linky 780). Zastávky Vinaře a Vinaře, Vinice jsou nově zařazeny také do tarifního pásma 9.

- 782    1 spoj v pracovní dny ráno v trase Kutná Hora, aut. st. – Kutná Hora, Žižkov, Fučíkova jede nově již ze zastávky Na Špici.

- 785    Nový spoj v pracovní dny po poledni Kolín, nádraží – Kutná Hora, aut. st.

- 791    Zrušen 1 pár spojů v pracovní dny ráno Třebešice – Divišov, nám.

- 801    Linka je posílena o spoje zrušené linky 803.

- 803    Linka je zrušena a nahrazena posílenou linkou 801. Pro část spojů se zřizuje zastávka Starý Kolín, žel. zast. Drobná úprava trasy vybraných spojů v koncových úsecích.

- 805    Posílení provozu linky v pracovní dny o 2 nové páry spojů v úseku Kutná Hora – Zruč nad Sázavou a 1 nový pár spojů v úseku Kutná Hora – Kolín.

- 858    Vybrané spoje ráno do Libčic a odpoledne do Slaného již nejedou přes Otvovice, ale stejně jako všechny ostatní spoje přes Trněný Újezd. 1 spoj v pracovní dny odpoledne do Slaného nově zajíždí také do Brandýsku.

### 22.Dubna 2025
- 888 (PID Haló Český Brod)

Interval odjezdů z Českého Brodu se prodlužuje na 60 minut (nově vždy v XX:20)
Ruší se obsluha zastávek:
Český Brod,nemocnice
Český Brod,Zahrady
Český Brod,Zborovská
Krupá,dvůr Chrást
Krupá,rozc. Syneč
Třebovle,dolní
- 889 (PID Haló Pečky/Poděbrady)

Zavádí se v pracovních dnech od cca 20:00 do 01:00  služba poptávkové dopravy PID Haló v okolí Peček a Poděbrad
Z Peček vyjíždí ve dvou větvích:
Větev 1
Pečky - Dobřichov - Chotutice - Radim - Plaňany - Vrbčany - Miškovice - Klášterní Skalice - Kouřim
Z Peček vyjíždí 20:08, 22:08 a 0:08
Z Kouřimi vyjíždí 21:11 a 23:11
Větev 2
Pečky - Ratenice - Vrbová Lhota - Přední Lhota - Kluk - Poděbrady
Z Peček vyjíždí 21:08, 22:08, 23:08 a 0:08
Z Poděbrad vyjíždí 21:46, 22:46, 23:46 a 0:46
( Dopravce: Lutan s.r.o. ) 

### 30.Dubna 2025
- 369 + 467  Nově jsou všechny zastávky na území Mělníka zahrnuty také do systému DÚK

### 1.Května 2025
- 483 Pro vybrané spoje je zřízena zastávka Ostředek, Mžižovice

- 690 1 spoj v pracovní dny odpoledne ze Mšena nově zajíždí do obce Stránka

### 2.Května 2025
- 372 zavedení večerního spoje v pracovních dnech po 22 hodině z Klecan,D8 Park do Kobylis.

### 1.Června 2025
413  zřízena zastávka Trvavčice,obalovna mezi zastávkami Terezín,U Památníku a Bohušovice nad Ohří,Hrdly

### 15.Června 2025
- 400 Zavedení zastávky Česká Lípa;Lada pro vybrané spoje

Úprava obsluhy zastávek mezi Českou Lípou a Novým Borem (rozdělení na  „zastávkové“ a „zrychlené“ spoje)
- 484 Zavedení ranního  spoje v pracovní dny Horoušany (7:05) – Úvaly,žel.st. (7:16)

- 452 Zavedení odpoledního spoje v pracovní dny Votice,aut.st. (17:00) – Vrchotovy Janovice,u sokolovny (17:18)

- 471 Víkendové spoje z Kostelce nad Labem v 7:27 a 11:27 jsou prodlouženy až do zastávky Mělník,aut.nádr.

Víkendové spoje z Obříství v 10:55 a 13:55 jsou nově výchozí již ze zastávky Mělník,aut.nádr. (v 10:30 a 13:30) a v celé trase jedou ve dřívější časové poloze
- 481 Vybrané spoje ve špičkách pracovních dnů jsou nově v provozu jen ve dnech školního vyučování

- 556 Celková reorganizace jízdního řádu

Zrušení vybraných spojů v pracovní dny ráno a dopoledne
Zavedení spojů v pracovní dny odpoledne
Posuny spojů v rámci zajištění návazností na linky 401, S90 a R49
- 617 Linka je nově po Slaném vedena v trase ...Slaný,Fantův mlýn - Slaný,aut.nádr. - Slaný,Šultysova - Slaný,Blahotice...

- 688 Každý druhý víkendový spoj nově vynechává zastávky Stará Huť,Knínská a Stará Huť,žel.zast.

- 697 Zavedení přepravy jízdních kol na víkendových spojích

Využití nosiče na zadním čele vozidla, garantovaná kapacita 4 jízdní kola
- 705 Spoj Volárna (6:22) – Čáslav,obchodní centrum (8:11) je nově výchozí již z Jestřábí Lhoty (6:19)

Rozšíření obsluhy zastávky Kutná Hora,Karlov,Na Rovinách celodenně celotýdně
- 717 V rámci zrušení autobusového nádraží v Turnově v ulici Na Lukách u řeky Jizery dochází k úpravě názvu zastávky v této poloze na Turnov,Na Lukách.

- 740 Vybrané spoje ve špičkách pracovních dnů jsou nově v provozu jen ve dnech školního vyučování

- 741 Vybrané spoje ve špičkách pracovních dnů jsou nově v provozu jen ve dnech školního vyučování

- 747 Zrušení provozu v úseku Mělník,žel.st. – Mělník,aut.nádr.

Zrušení spoje Mělník,Slovany (12:43) – Mělník,žel.st. (12:55)
- 782,783,784 Vybrané spoje ve špičkách pracovních dnů jsou nově v provozu jen ve dnech školního vyučování

- 798 Zavedení nových spojů o víkendu:

Benešov,Terminál (8:05) – Benešov,Dlouhé Pole (8:12)
Benešov,Dlouhé Pole (8:12) – Benešov,Terminál (8:20)
Benešov,Terminál (11:05) – Benešov,Dlouhé Pole (11:12)
Benešov,Dlouhé Pole (11:12) – Benešov,Terminál (11:20)
Ostředek (14:42) – Benešov,Terminál (15:20)
```
=== 30 .Června 2025 ===
```

#### Přehled nočních linek
- 615 Vítězné náměstí – Statenice (11. 12. 2011 – 10. 6. 2012)
- 951 do Černošic (29. 11. 2003), později prodloužena do Řevnic a Dobřichovic.
- 952 do Berouna (1. 7. 2004)
- 953 do Staré Boleslavi (1. 7. 2004)
- 954 do Roztok (1. 5. 2005), později prodloužena do Holubic, Noutonic a Velkých Číčovic, ještě později do Kralup nad Vltavou
- 955 Modrá škola – Průhonice (10. 12. 2006 - 9. 12. 2018), později prodloužena do Čestlic
- 955 Terminál 1 - Tuchoměřice, obecní úřad (30. 3. 2019 - 3. 1. 2023)
- 956 do Jesenice (2. 9. 2006), později prodloužen do Psár a Jílového u Prahy
- 957 Sídliště Řepy – Hostivice, Ve vilkách (10. 12. 2006)
- 958 Kobylisy – Odolena Voda, Dolní náměstí (12. 12. 2010)
- 959 do Kostelec nad Černými lesy (1. 9. 2010)
- 960 Obchodní náměstí – Zlatníky-Hodkovice, náves (12. 6. 2011)

## Přehled Linek (Není Vše Dodělané)
- 300 Praha,Nádraží Veleslavín - Kladno,Energie
- 301 Praha, Luka - Chýnice
- 302 Praha,Letňany - Veleň
- 303 Praha,Černý Most - Křenice
- 304 Praha,Kukulova/Vypich - Rakovník,Aut.st.
- 305 Praha,Zličín - Karlovy Vary,terminál
- 306 Praha,Zličín - Kladno,Autobusové nádraží
- 307 Praha,Zličín - Kladno,Autobusové nádraží